# Escultura helenística

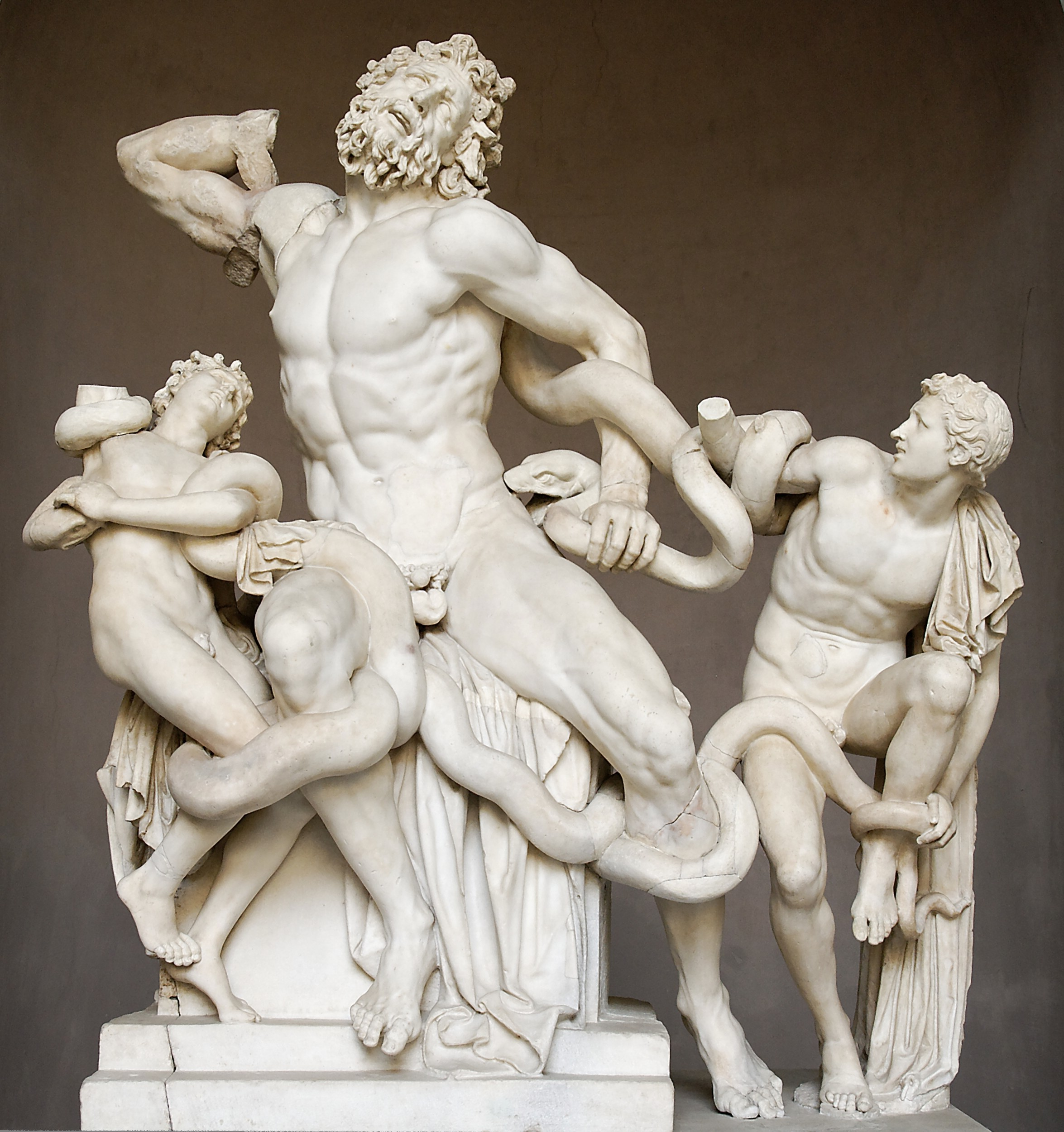
Agesandro, Atenodoro e Polidoro: Grupo de Laocoonte, século I a.C.

A escultura helenística representa uma das mais importantes expressões da cultura helenística, e o estágio final da evolução da tradição grega de escultura na Antiguidade. A definição de sua vigência cronológica, bem como de suas características e significado, têm sido objeto de muita discussão entre os historiadores da arte, e parece que um consenso está longe de ser alcançado. Usualmente se considera o período helenístico compreendendo o intervalo entre a morte de Alexandre, o Grande, em 323 a.C., e a conquista do Egito pelos romanos em 30 a.C.. Suas características genéricas se definem pelo ecletismo, secularismo e historicismo, tomando como base a herança da escultura grega clássica e assimilando influências orientais.
Entre suas contribuições originais à tradição grega de escultura estão o desenvolvimento de novas técnicas, o aperfeiçoamento da representação da anatomia e da expressão emocional humanas, e uma mudança nos objetivos e abordagens da arte, abandonando-se o genérico pelo específico. Isso se traduziu no abandono do idealismo clássico de caráter ético e pedagógico em troca da enfatização dos aspectos humanos cotidianos e do direcionamento da produção para fins puramente estéticos e, ocasionalmente, propagandísticos. A atenção dada ao homem e em sua vida interior, suas emoções, seus problemas e anseios comuns, resultou num estilo realista que tendia a reforçar o drama, o prosaico e o movimento, e com isso aparecendo os primeiros retratos individualizados e verossimilhantes da arte ocidental. Ao mesmo tempo, ocorre uma grande ampliação da temática, com a inclusão de representações da velhice e da infância, de deidades menores não-olímpicas e personagens secundários da mitologia grega, e de figuras do povo em suas atividades diárias.
O gosto pelo historicismo e a erudição que caracterizou o período helenístico se refletiu na escultura de forma a incentivar a produção de obras novas de índole deliberadamente retrospectiva, e também de cópias literais de obras antigas, especialmente em função da ávida procura por composições célebres classicistas de parte do grande mercado consumidor romano. Como consequência, a escultura helenística se tornou uma influência central em toda a história da escultura da Roma Antiga. Através da Roma helenizada se preservou para a posteridade um inestimável acervo de modelos formais e de cópias de peças importantes de autores gregos consagrados, cujos originais acabaram desaparecendo em épocas posteriores, e sem as quais nosso conhecimento da escultura da Grécia Antiga seria muitíssimo mais pobre. Por outro lado, o imperialismo de Alexandre em direção ao Oriente levou a arte grega até regiões distantes da Ásia, influenciando as produções artísticas de diversas culturas orientais, originando uma série de derivações estilísticas híbridas e a formulação de tipologias escultóricas novas, entre as quais talvez a mais seminal no Oriente tenha sido a fundação da iconografia do Buda, até então vedada pela tradição budista.
Para o Ocidente moderno, a escultura helenística foi importante como forte influência sobre a produção Renascentista, Barroca e Neoclássica. No século XIX a escultura helenística caiu em desprestígio e passou a ser vista como mera degeneração do ideal clássico, um preconceito que penetrou no século XX e só recentemente começou a ser posto de lado, através da multiplicação de pesquisas atuais mais compreensivas sobre este tema, e apesar de seu valor ser ainda questionado por núcleos resistentes da crítica e seu estudo dificultado por uma série de razões técnicas, ao que parece a plena reabilitação da escultura helenística junto aos estudiosos é apenas uma questão de tempo, pois para o grande público ela já se revelou de grande interesse, garantindo o sucesso das exposições onde é mostrada.

## Antecedentes

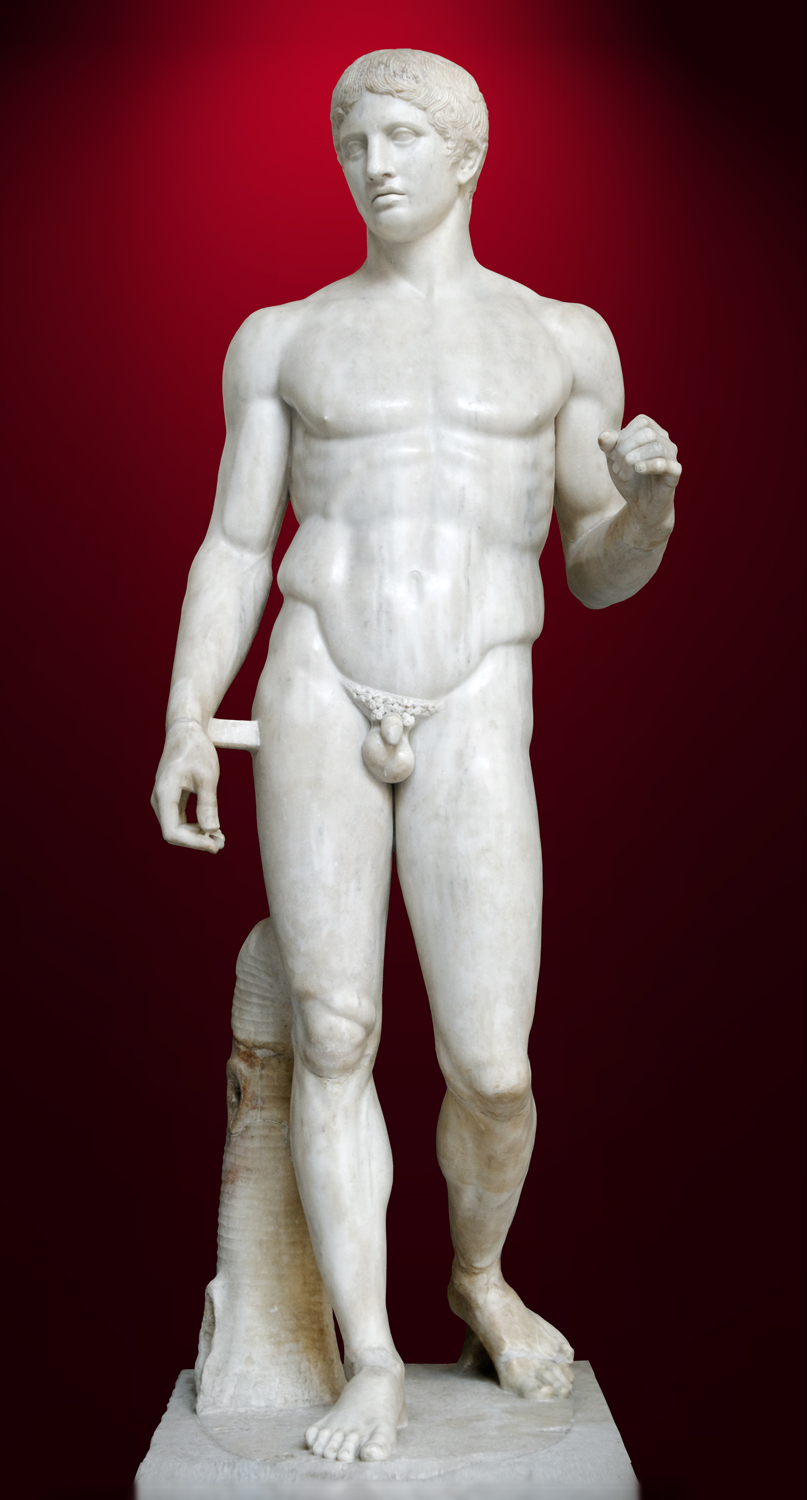
Policleto: O Doríforo, a súmula do idealismo estético do Classicismo

A escultura do Classicismo, o período imediatamente anterior ao período helenístico, se construiu a partir de um poderoso arcabouço ético que tinha suas bases na tradição arcaica da sociedade grega, onde a aristocracia governante havia formulado para si mesma o ideal de aretê, um conjunto de virtudes que deveriam ser cultivadas para a formação de uma moralidade forte e de um caráter socialmente apto, versátil e eficiente. Paralelamente, formulou-se o conceito de kalokagathia, que afirmava a identidade entre Virtude e Beleza. Expressando esses conceitos sob formas plásticas, nasceu um novo cânone formal, desenvolvido por Policleto e pelo grupo de Fídias, que buscava a criação de formas humanas ao mesmo tempo naturalistas e ideais, através de cuja beleza perfeita e equilibrada se pudessem perceber as virtudes do espírito.
Essas idéias haviam sido reforçadas pela contribuição de filósofos como Pitágoras, que diziam ser a arte um poder efetivo, capaz de influenciar as pessoas para o bem ou para o mal, conforme se obedecia ou violava certos princípios de equilíbrio e forma. Dizia também que a arte deveria imitar a ordem divina, que se baseava em relações numéricas definidas, e se expressava na harmonia, coerência e simetria dos objetos naturais. Ele trabalhara suas idéias a partir de suas pesquisas com a matemática e a música, mas não tardou para que elas fossem aplicadas às outras artes, incentivando um uso eminentemente ético para a criação artística e fomentando valores coletivos antes do que individuais, o que a filosofia idealista de Platão corroborou com eloquência.

## Contexto e características
O espírito da cultura helenística começou a se formar com a conquista da Grécia pelos macedônios e com as expedições militares de Alexandre para o Oriente, que levaram a cultura grega clássica até as margens do rio Indo e deram origem ao estabelecimento de diversos reinos greco-orientais. A cultura da Grécia clássica, da qual a Macedônia era dependente, era definida dentro de uma visão de mundo relativamente limitada, circunscrita à cidade-estado, a pólis. Mesmo que os gregos tenham fundado uma quantidade de colônias em torno do Mediterrâneo e do Mar Negro, e mantivessem contatos com vários outros países, sua referência cultural permanecia sendo a metrópole, cuja sociedade se pautava pela experiência de grupos definidos vivendo nas cidades mais importantes. Segundo Jerome Pollitt, "um grego clássico poderia viajar voluntariamente para buscar aventuras, mas uma vez encerrada a aventura sua intenção era retornar para a sociedade pequena, segura e familiar onde sua identidade se havia estabelecido".
Com a presença macedônia em pleno solo grego, e com o espírito imperialista de Alexandre, esse mundo mais ou menos estático sofre um profundo abalo e começa a experimentar uma transformação que tornaria aquela vida tradicional e comunitária uma coisa do passado. Alexandre fundou várias cidades em suas campanhas, incentivando migrações importantes de populações gregas, incluindo milhares de artistas, que iam tentar a sorte em um ambiente étnico e cultural todo estranho, construindo sociedades novas cuja nota dominante era a insegurança e mobilidade, em todos os níveis. Depois de sua morte seus sucessores se engajaram em uma série de disputas de poder, provocando o colapso do império em meio a uma agitação intensa e uma perda generalizada dos antigos referenciais e expectativas da sociedade greco-macedônia.

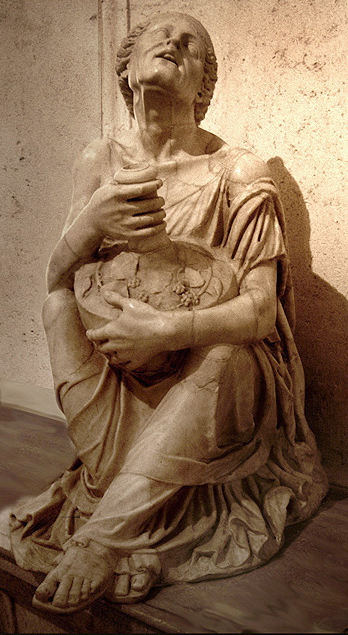
A velha bêbada, século II a.C., cópia romana. Museus Capitolinos.

Na direção oposta Roma iniciava sua belicosa e predatória expansão, e declinam a autoconfiança, o idealismo e os antigos valores coletivos sociais e religiosos, gerando um retraimento e desencanto nos indivíduos diante da penúria moral, do cinismo político e da violência dos tempos, aspectos que eram mascarados pela busca do mero prazer e formalizados artisticamente através de um realismo por vezes carregado de drama. A diversidade de origens dos colonos e a notória xenofobia greco-macedônia dificultavam as alianças sociais duradouras e confiáveis nas terras conquistadas, e para os artistas o mecenato estava sujeito a caprichos pessoais e frequentes oscilações no gosto da elite governante, conforme mudavam as inclinações da política. Não admira então que Plínio, um classicista, dissesse que o século III a.C. foi uma fase em que as artes desapareceram. Para alguns esses tempos podem ter tido um apelo excitante, mas os filósofos da época assinalam uma aguda consciência de que a fase era de grande instabilidade, nascendo inclusive um sentimento velado de culpa pela derrocada dos antigos valores morais diante do novo panorama urbano mundano e corrupto, que seria a fonte de uma longuíssima tradição de busca ao retorno à vida simples, primitiva e autêntica dos camponeses, mesmo que esse retorno jamais pudesse se realizar de fato senão simbolicamente, nos periódicos  revivalismos classicistas - o primeiro dos quais aconteceria já no fim do período helenístico - e dentro dos sonhos do bucolismo poético que povoam a história da arte desde aqueles tempos até os dias de hoje.
A filosofia do período helenístico levou adiante o debate sobre estética que havia sido inaugurado por Sócrates e Platão nos anos anteriores. A ética de Platão pregava que a arte na melhor das hipóteses era apenas um simulacro imperfeito de verdades abstratas, e por isso carecia de um valor e de uma credibilidade profundos, e devia em todos os casos servir a uma causa moral e pedagógica. Sócrates antes dele havia sugerido que a arte poderia expressar o pathos individual, e Aristóteles, aproveitando este mote e se opondo às linhas gerais do pensamento idealista platônico quanto à estética, abordava a questão empiricamente, tentando descobrir outras utilidades e significados para as criações dos artistas. Desenvolveu o conceito de catarse, supondo que a arte poderia educar o espírito através da simulação das próprias fraquezas emocionais humanas, alargou o caminho para que se cultivasse o emocionalismo e as visões individuais, e com isso relativizou a função e a leitura da arte e prestigiou a criatividade individual. Ao mesmo tempo, favoreceu a secularização de seu caráter, abrindo espaço para o uso da escultura como forma de propaganda política e pessoal.

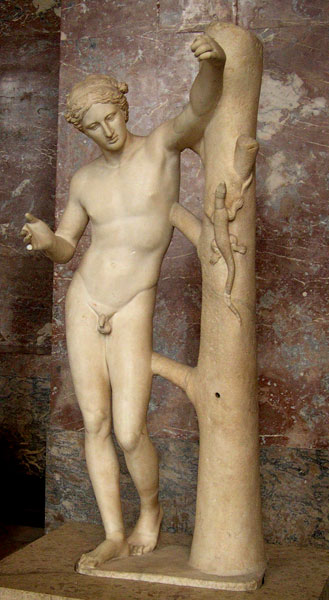
Praxíteles: Apolo Sauróctono, século IV a.C. Cópia romana

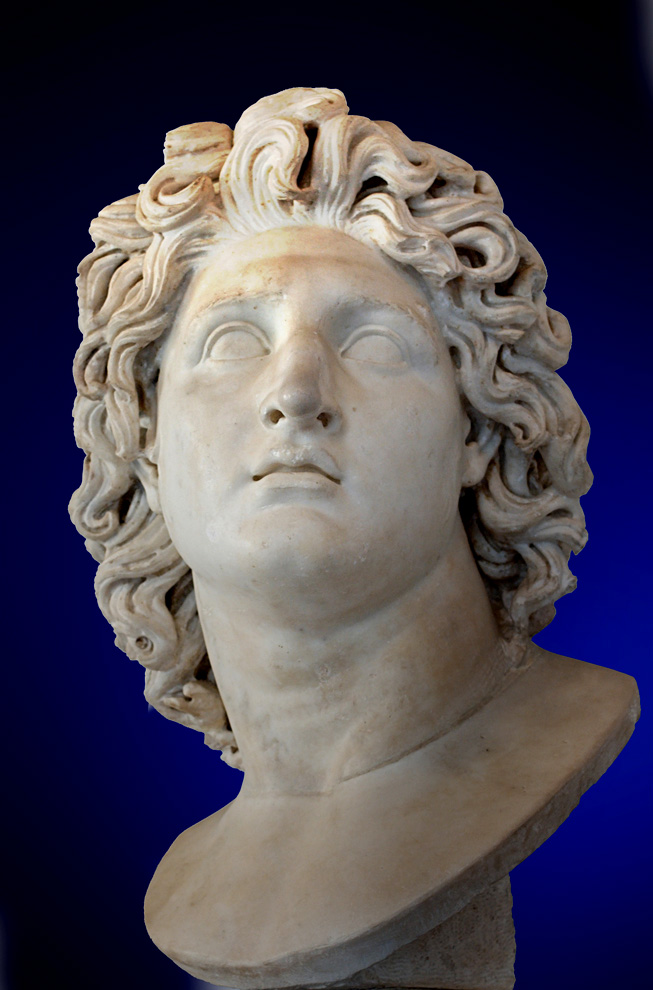
Retrato de Alexandre como Hélio, século III-II a.C.

Antes principalmente devotada à função sacra e à comemoração pública de heróis e atletas, cujo fundamento era sobretudo ético, didático e idealista, agora a elite desejava obras de motivação basicamente personalista e cujo caráter era antes de tudo decorativo. Até as estátuas de deuses passaram a ser vistas mais como "obras de arte" e não tanto como instrumentos simbólicos de comunicação com os mundos invisíveis. Com isso começa a prevalecer o gosto privado - que nem sempre era o mais refinado e culto - sobre as convenções coletivas, favorecendo uma prática puramente estética que abria amplamente seu leque temático para incluir o pitoresco, o trivial, o doloroso, o cômico, o aterrorizante, o sensual, o disforme e o grotesco. Acompanhando essas mudanças aparece pela primeira vez na arte ocidental uma definida inclinação para a leitura das obras de forma alegórica. Um declínio na credibilidade dos antigos mitos faz com que os princípios morais sejam personificados de outras maneiras, e enquanto que na arte anterior os deuses encarnavam uma série de atributos imateriais, agora de forma inversa as próprias abstrações, como a coragem, o perdão, a sabedoria, a combatividade, assumem a forma humana e são deificadas individualmente.
Formalmente as características gerais da escultura helenística derivam principalmente da obra de três grandes artistas, Escopas, Praxíteles e Lísipo, que conduzem a transição do Classicismo para a tradição Helenística nos meados do século IV a.C.. Em termos de expressividade e caráter narrativo a sua produção têm muito mais relação com o helenístico do que com o Alto Classicismo que a precedeu, embora no terreno do estilo propriamente dito sua origem clássica permaneça evidente. Eles iniciam o processo de abandono da idealização para trazer a representação para o nível humano, mesmo quando se trata da imagem de divindades. Não sem uma ponta de ironia Jerome Pollitt comenta uma obra atribuída a Praxíteles, o Apolo Sauróctono, e vê nela uma imagem burlesca da decadência de status de um deus viril matador de um dragão para um efebo efeminado que mal consegue afugentar um lagarto comum, num período em que os antigos mitos começavam a perder sua aura divina e seu poder real de inspiração, e começavam a ser desacreditados numa sociedade fortemente profana e urbana, mas que por isso mesmo podia voltar sua atenção com maior intensidade para o retrato do homem, de seus problemas e sucessos específicos, e de seu universo interior.
Por outro lado, ao próprio Alexandre Magno se atribui importante influência na introdução de novos modos de representação escultórica. No retrato de governantes passa-se a preferir figuras jovens e atléticas e sem barba, quando este gênero era antes tipificado por figuras maduras e barbadas. Os vários retratos do general se tornaram modelos também para a representação dos deuses Apolo e Hélio e de divindades fluviais, incluindo o olhar voltado para o alto e sua cabeleira densa, longa e solta, traços típicos daqueles retratos. De personalidade centralizadora, o carisma de Alexandre promoveu uma reorganização nas cenas de batalhas e caçadas, passando a destacar a figura de um líder, quando antes era habitual tratar todos os personagens com a mesma importância visual em composições sem um foco principal. Por fim, a fama do seu cavalo Bucéfalo produziu uma tendência à magnificação no tamanho das representações desses animais em relação a períodos anteriores.

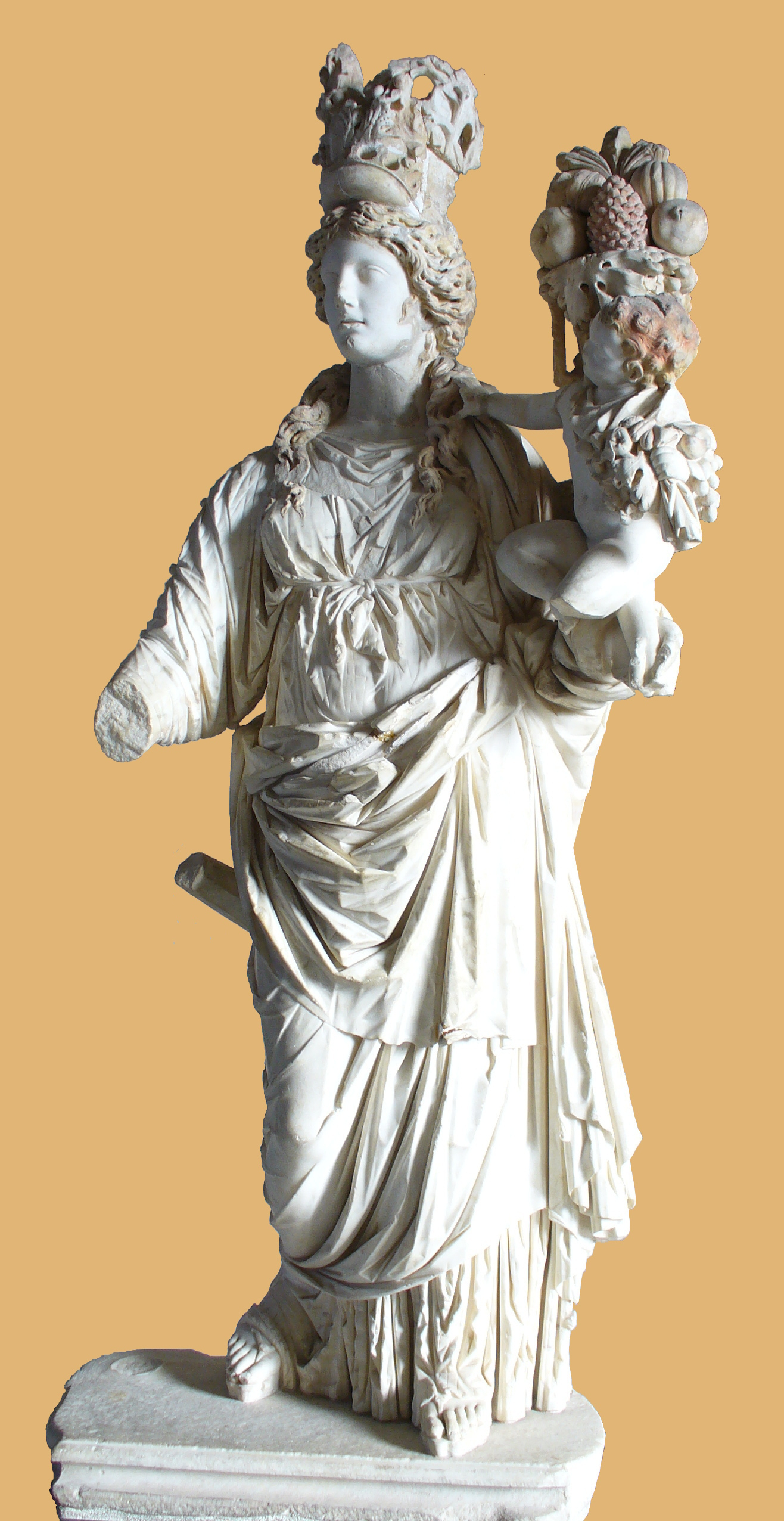
Tique carregando Pluto, século II a.C.

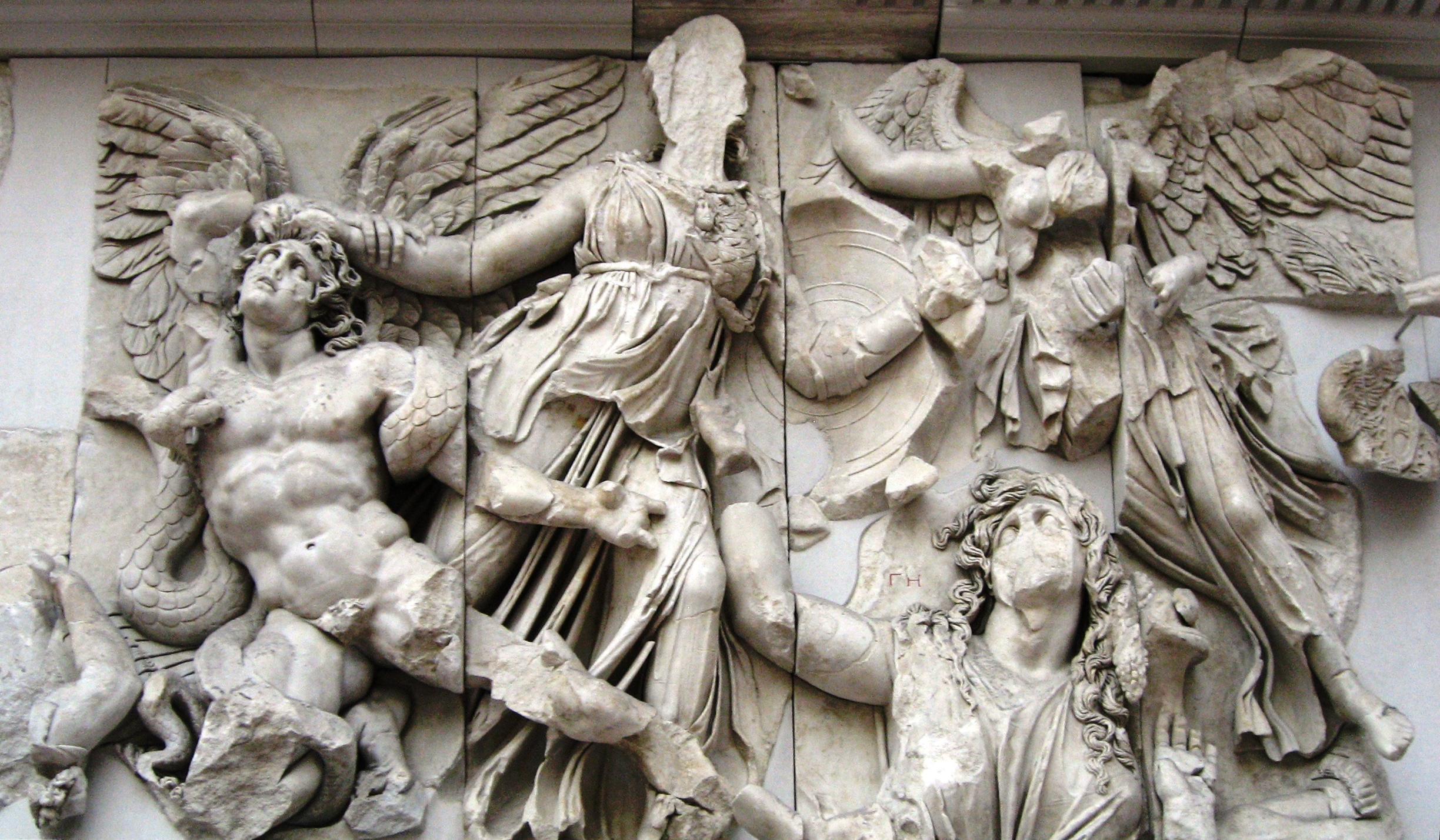
Detalhe da Gigantomaquia do Altar de Pérgamo

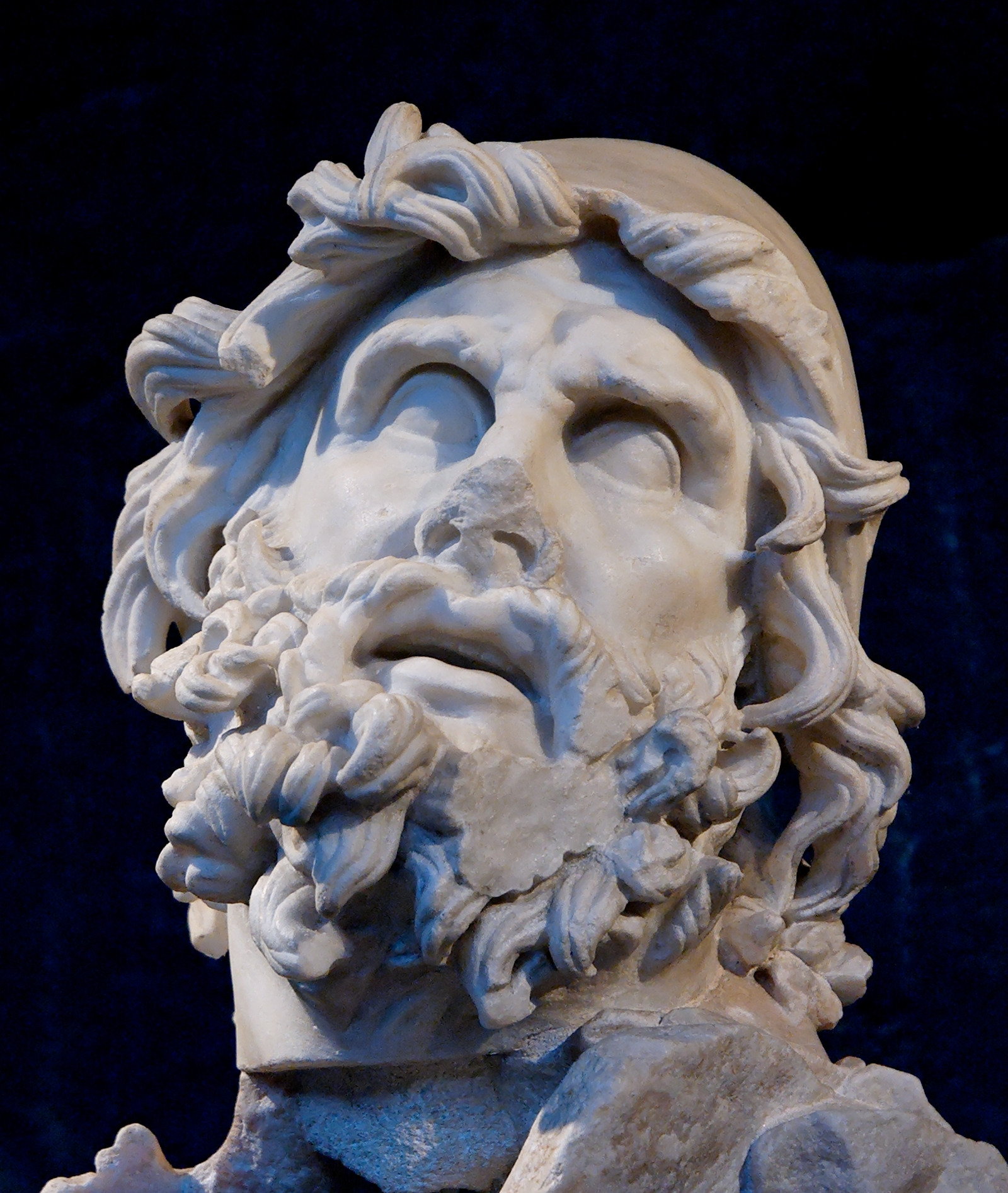
Detalhe da dramática e anticlássica figura de Odisseu no Grupo de Polifemo de Sperlonga, de Agesandro, Atenodoro e Polidoro, c. século I a.C.

A descrição da escultura helenística, um tema de grande complexidade que ainda é fonte de muita controvérsia e incertezas, só pode ser feita, num resumo como este, genericamente. A multiplicidade de centros de produção, a grande mobilidade dos escultores entre eles e a liberdade estilística vigente criaram um panorama multifacetado e multifocal, onde diversas tendências coexistem e se entrecruzam, mas a mentalidade dos helenistas, e suas repercussões na arte da escultura, podem ser mais ou menos definidas através de cinco linhas dominantes: 
I. Uma preocupação obsessiva com o destino e seu caráter imprevisível e mutável, visível na proliferação de escritos filosóficos e iconografia sobre Tique, a deusa que corporificava a Sorte ou Fortuna - concebida numa interpretação associada ao destino - e na retratística de Alexandre, uma personalidade que sempre se considerou protegida pela Fortuna, pois mesmo quando a má sorte parecia ameaçá-lo, era capaz de reverter a situação a seu favor. Da mesma forma, espelhava esse interesse a representação de eventos quando a sorte individual mudava drasticamente, como nos momentos de grande sucesso ou grande fracasso.
II. Um senso de teatralidade da vida, refletido no gosto pelo espetaculoso, pelas grandes manifestações públicas da pompa régia, pelos pronunciamentos dramáticos e veementes dos oradores, pelos festivais profanos e religiosos suntuosos e estimulantes para os sentidos, e por esculturas onde o senso de drama, de exaltação, de movimento, de tumulto, de arrebatamento, de extraordinário era intencionalmente buscado num estilo cujo teor era narrativo e retórico. Havia inclusive uma terminologia técnica própria emprestada da retórica literária para descrever os elementos formais privilegiados na escultura helenística: auxesis (amplificação), makrologia (expansão), dilogia (repetição), pallilogia (recapitulação), megaloprepeia (grandiosidade), deinosis (intensidade), ekplexis (choque), enargeia (vivacidade), anthitesis (contraste) e pathos (dramatismo emocional).
III. Uma tendência à erudição, manifesta no interesse expandido pela geografia e história de outros países, pelos livros de descrição das características étnicas estrangeiras e suas maravilhas culturais, pela linguística, com a elaboração de gramáticas, dicionários e compêndios de palavras cultas e difíceis. É a época em que se fundam grandes bibliotecas e museus, como a de Alexandria, se formam coleções de arte planejadas e sistematizadas, e se cultivam arcaísmos nas várias artes, incluindo a escultura, que evidenciavam o conhecimento de autores consagrados e a posse de um espírito ilustrado. Desta forma, estilos de fases anteriores são imitados em cópias literais de obras antigas, ou se assimilam seus princípios para composição de peças novas, muitas vezes justapondo traços de escolas e períodos distintos numa mesma obra, ou se integram elementos estilísticos exóticos trazidos do Oriente, o que dava à produção um caráter eclético e historicista. Ao mesmo tempo os escultores rivalizam em demonstrações de virtuosidade técnica no extremo refinamento da talha da pedra, visível em muitos exemplares. A herança clássica continuava sendo o padrão de referência original, a linguagem comum a todos, sobre a qual as inovações poderiam ser melhor identificadas e apreciadas, mesmo quando assumiam uma feição decididamente anticlássica. Apesar desse historicismo nascer de um olhar para o passado, trabalhava temas que ainda eram válidos, e o ecletismo resultante, se bem que esteticamente ambíguo, criava um repertório de formas novas e atualizava outras antigas que contribuíram para uma maior riqueza e variedade artísticas ao período, formulando uma linguagem nova que era essencialmente atual e cosmopolita para eles 

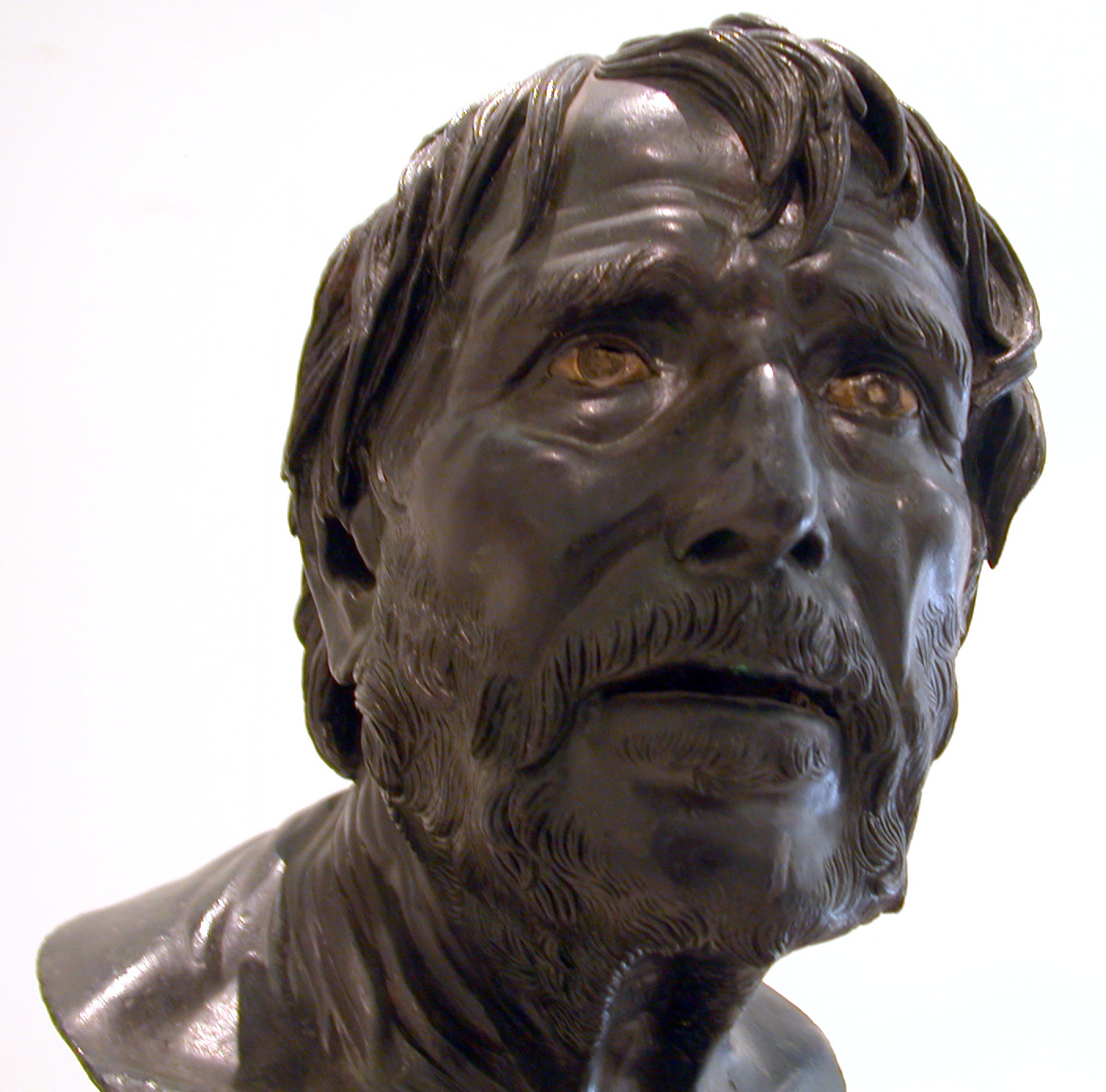
Possível retrato de Hesíodo, século III-II a.C., cópia romana

IV. A índole individualista, a partir da noção de autarquia, um conceito que pregava a autonomia e independência individuais como base para a felicidade, e indiretamente estimulava o desenvolvimento de um espírito errante e adaptável, avesso a convencionalismos e ligado à sua natureza única e essencial, capaz de se adequar a qualquer situação, tipificado pelo mercenário aventureiro e sintetizado no culto da personalidade. Esse individualismo, que penetrava toda a filosofia e religião do período, também influenciava a literatura, aparecendo biografias e memórias de personagens ilustres, e a escultura, no sentido de que se buscava agora a representação realista de tipos pitorescos e do mundo interior dos personagens, expresso através das emoções estampadas nas faces e atitudes corporais. Esse desejo de realismo artístico, junto com o elogio da personalidade, deu origem aos primeiros retratos realistas da arte ocidental, que representam no entender de Jerome Pollitt a mais importante conquista de toda arte helenística.
V. Uma visão cosmopolita, o corolário das características invocadas acima e a marca de um mundo expandido e em mudança perpétua, sujeito a uma multiplicidade de forças, onde as diferentes nações eram vistas pelos filósofos como participantes fraternos numa comunidade universal e os indivíduos como agentes únicos de sua evolução e responsáveis por suas próprias vidas, já sem privilégios de berço ou de nacionalidade, sintetizando um humanismo que com o tempo dissolveu muito da antiga ojeriza dos gregos pelos bárbaros, abriu espaço para a criação de uma burguesia liberal, pragmática e autossuficiente - um mercado novo e substancial para a escultura - e possibilitou a produção de obras onde até a decadência física, o vício e a pobreza puderam receber uma representação empática e compreensiva.

## Cronologia
Um dos primeiros estudos importantes sobre o tema da escultura helenística, Stilphasen der hellenistischen Plastik (1924), de Gerhard Krahmer, dividiu-a em três fases, o que influenciou bastante a metodologia de análise subsequente: 
- a primeira, incluindo o fim do século IV e o início do III a.C., chamada de "simples", onde predomina uma mistura estilística eclética derivada da obra dos mestres acima citados, e suas obras tendem a se organizar em torno de um foco central de atenção;
- a segunda, compreendendo o restante do século III até meados do II a.C., uma etapa cuja caracterização é muito difícil pela escassez de testemunhos, mas que parece ter dado origem a tipologias novas e à tendência mais dramática na escultura, e por isso é chamada de "pomposa", "barroca" ou "patética";
- a fase final, denominada "aberta", entre a metade do século II e o I a.C., quando as composições são fortemente centrífugas, o ecletismo se acentua e acontece um revivalismo da tradição clássica.[39]

Estudos posteriores propuseram divisões alternativas, mas a pesquisa moderna, porém, tende a considerar que uma apreciação simplesmente cronológica tende a ser enganosa, levando a crer que o estilo tenha evoluído linearmente, quando as evidências indicam que o processo foi antes cumulativo, e não sucessivo.

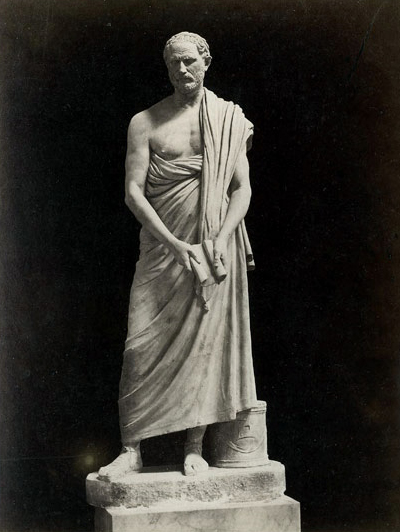
Polieucto: Retrato de Demóstenes, c. 280 a.C. Exemplo da primeira fase.
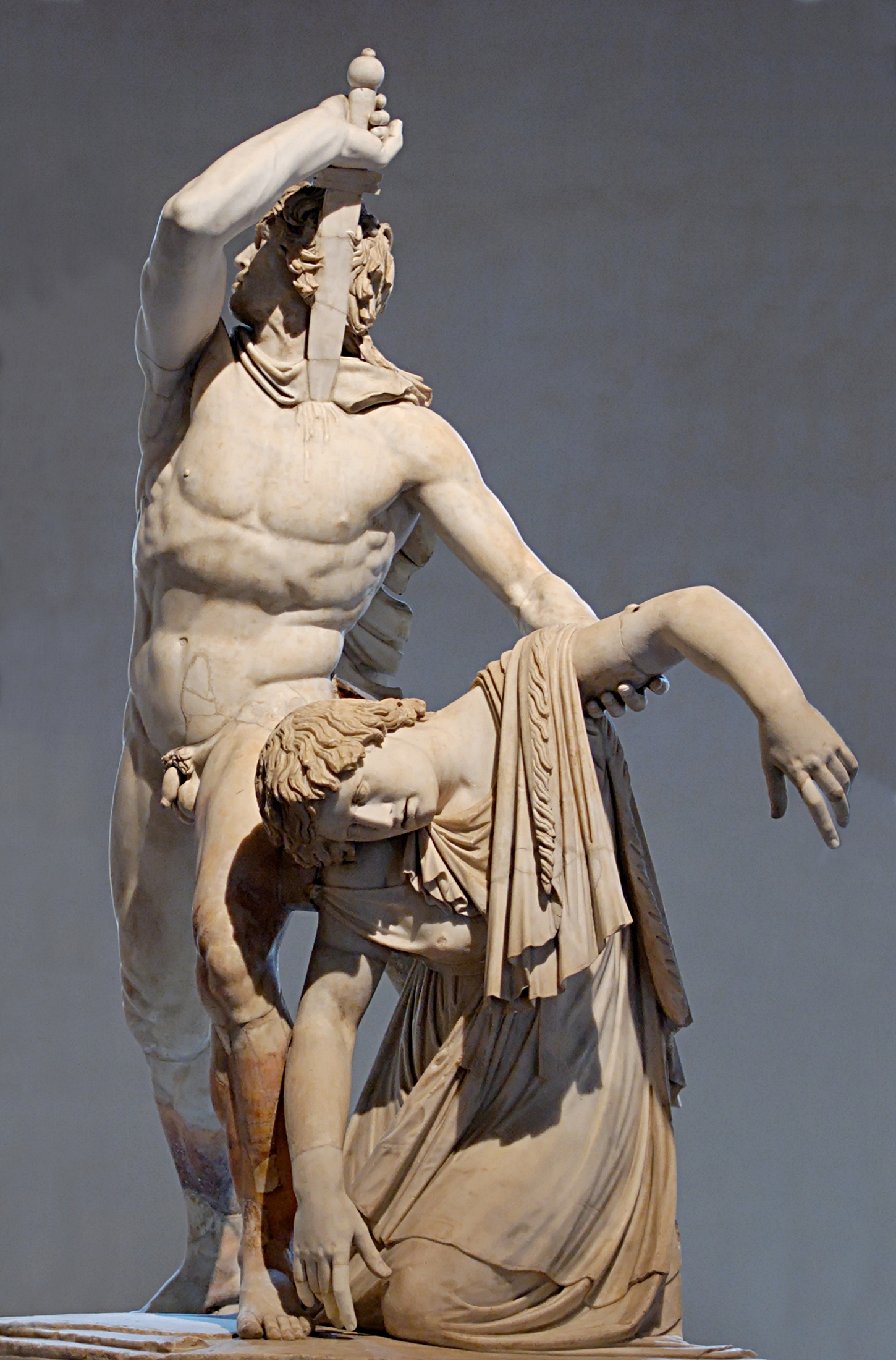
Gálata suicida, século II a.C. cópia romana. Exemplo da segunda fase.
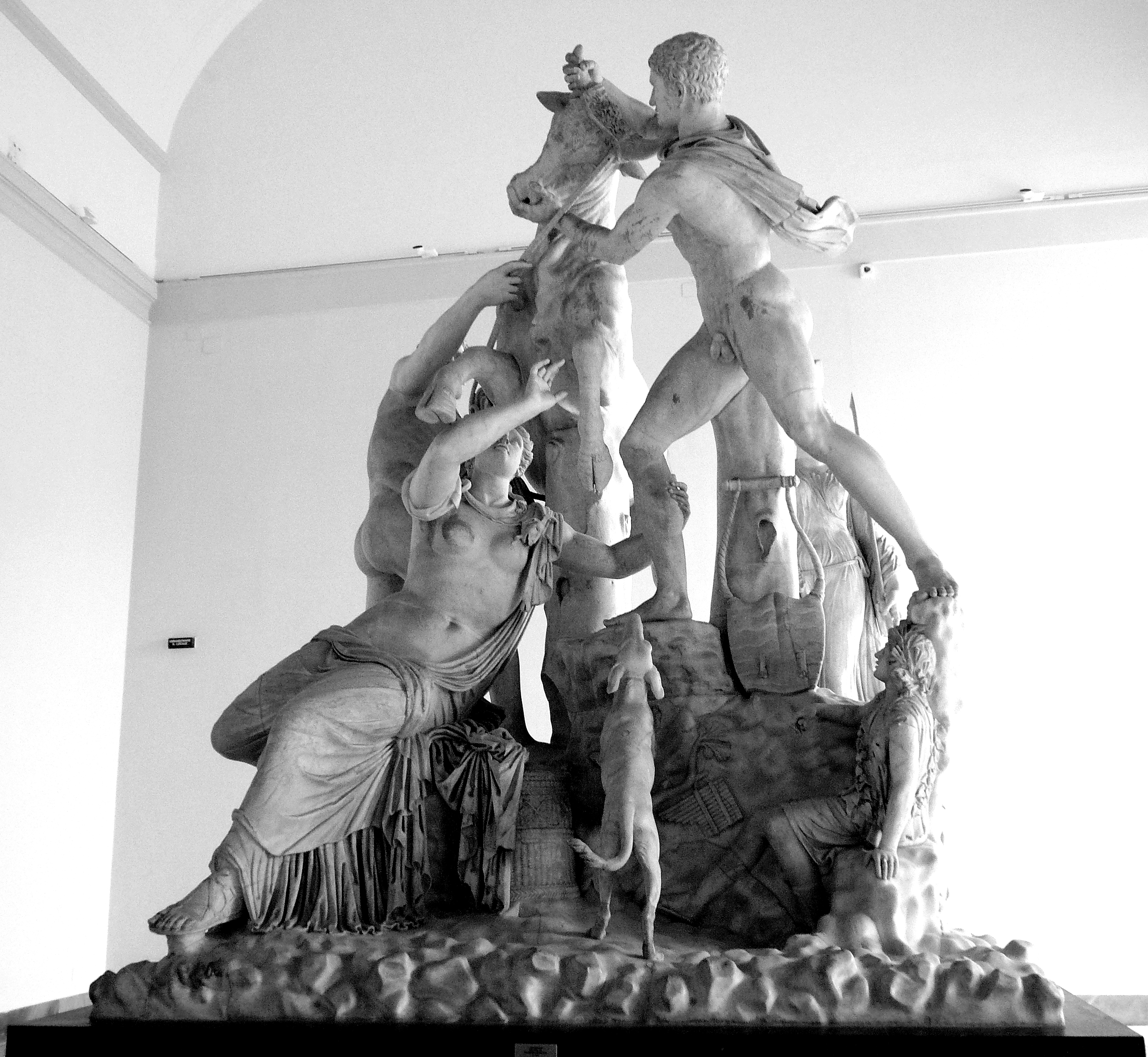
Tauriscos e Apolônio de Trales: Touro Farnésio, século II a.C., cópia romana.  Exemplo da segunda fase.
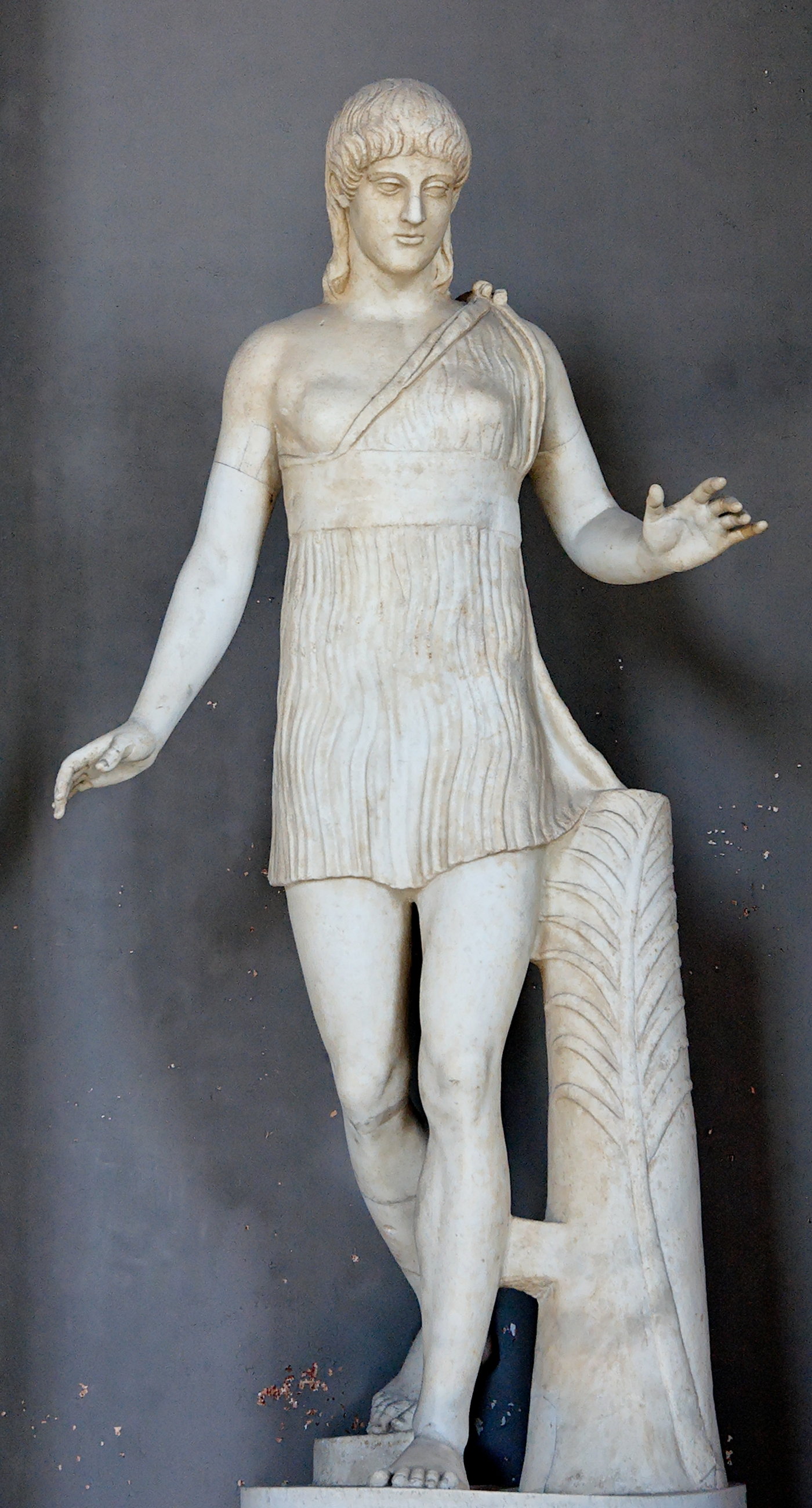
Pasíteles: Atalanta, século I a.C., original grego. Exemplo da terceira fase

## Centros principais de produção

### Grécia
A Grécia permaneceu uma região produtiva durante todo o período helenístico. Apesar de Atenas perder sua antiga primazia, continuou ativa - e de fato iniciou um movimento neoclássico através da Escola Neo-Ática, de grande influência sobre a escultura romana - junto com Olímpia, Argos, Delfos e Corinto, enquanto vários centros novos se estabeleciam por exemplo em Messene, Mileto, Priene, Chipre, Samotrácia e na Magnésia. Merecem atenção especial, porém, Rodes e a Magna Grécia. Tânagra também merece uma atenção, mas será abordada na seção sobre as Terracotas, e Pérgamo, mesmo tendo desenvolvido a tipologia dos guerreiros e amazonas feridos, muito apreciados e com exemplares de altíssimo nível, constará na parte da Escultura arquitetural pela importância maior do seu Altar de Zeus.

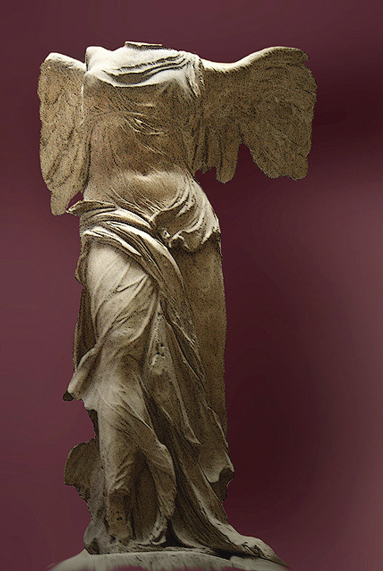
Vitória de Samotrácia, século III-II a.C.

A ilha de Rodes foi durante quase todo o helenístico um centro bastante ativo de produção de escultura, atraindo mestres de várias origens. Depois de 167 a.C. a sua importância como centro comercial sofreu um declínio, enfrentando a concorrência do porto livre de Delos, mas nesta fase os patronos locais parecem ter feito um esforço especial para encorajar os artistas nativos. Durante um bom tempo se julgou Rodes como um foco de inovações na escultura, associando-a com a formulação do estilo "barroco" do período helenístico, mas estudos recentes têm revisto essa opinião e colocado a produção da ilha dentro de um perfil de originalidade mais modesto, tendo recebido possivelmente a influência de outro grande centro, Pérgamo. Mesmo assim, ali floresceram muitas oficinas, e escritores antigos como Plínio, o Velho, dizem que Rodes ostentava três mil estátuas, e cerca de mil delas de enormes dimensões, que bastariam para dar fama à ilha se não tivessem sido eclipsadas pelo célebre Colosso, uma gigantesca imagem em bronze representando Hélio, o deus patrono local, projetada em torno de 304 a.C. por Carés de Lindos, um aluno de Lísipo. Plínio ainda refere o nome de Briáxis como autor de algumas peças importantes, e o de Lísipo como criador de outro Hélio colossal, figurado numa quadriga. Também possivelmente é uma cópia de um original oriundo de Rodes, produzido por Tauriscos e Apolônio de Trales, o famoso Touro Farnésio, hoje em Nápoles. Atenodoro, Polidoro e Agesandro, três nativos de Rodes, são os autores de uma das obras mais paradigmáticas da fase barroca do período helenístico, o Grupo de Laocoonte, e de outro conjunto notável de esculturas encontrados na gruta da Villa de Tibério em Sperlonga, representando cenas das aventuras de Odisseu. Por fim, tem sido aventado que outra obra de grande fama, a Vitória de Samotrácia, é produção de Rodes, mas não há provas concludentes 
Siracusa foi, antes de ser devastada pelos romanos, uma das mais ricas cidades da Magna Grécia, com uma florescente atividade escultórica. Depois da passagem romana, que a privou de todo seu acervo, a cidade recuperou algum prestígio artístico através da produção de estatuária em terracota, a partir de tradições locais. Outras cidades onde existe um legado significativo são Taranto, uma das áreas mais bem preservadas em termos de escultura do século III a.C., e Agrigento.

### Roma

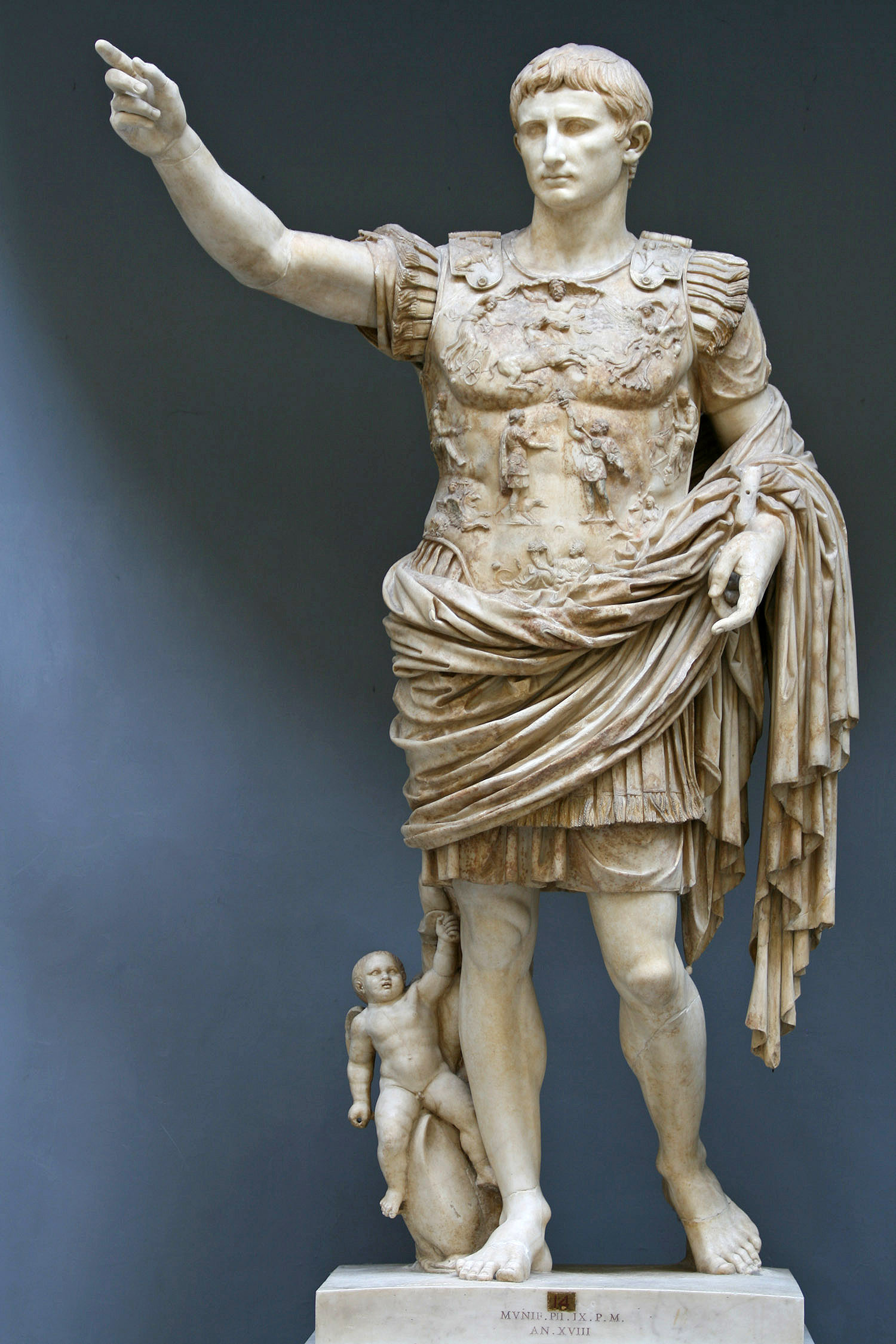
Augusto de Prima Porta, século I a.C.

Desde as origens de Roma sua escultura esteve sob a influência grega. Primeiro através da arte etrusca, que era uma interpretação da arte do Período Arcaico da Grécia, e depois com o contato com as colônias gregas da Magna Grécia, no sul da península itálica. Tendo iniciado sua expansão para o Mediterrâneo, nas suas campanhas militares os romanos saquearam diversas cidades onde havia grandes acervos de escultura helenística, entre elas a próspera Siracusa, dominada em 212 a.C.. Segundo os relatos, o botim de guerra foi fantástico, e, levado a Roma, passou a adornar a capital, imediatamente deslocando no favor do público a escultura de tradição greco-etrusca. Este saque foi seguido por vários outros, Tarento em 209 a.C., Erétria em 198 a.C., o Peloponeso em 196 a.C., Síria e Anatólia em 187 a.C., Corinto em 146 a.C., Atenas em 86 a.C. e a Sicília em 73−71 a.C., rapinas tão ávidas que por vezes causaram indignação entre os próprios senadores romanos. O resultado, porém, foi cobrir Roma de arte helenística, e atrair para a nova potência diversos artífices, como Pólicles, Sósicles e Pasíteles, que começaram a criar uma escola de escultura local, que se fundou sobre os princípios da arte helenística e foi a responsável pela transmissão para a posteridade, através de cópias, de uma enorme quantidade de obras célebres gregas e protótipos formais cujos originais mais tarde acabariam se perdendo, ao mesmo tempo em que formulavam novas tipologias tipicamente romanas. Mais tarde a escultura clássico-helenística romana seria o elo de transição para a arte bizantina e daria as bases para o desenvolvimento da iconografia cristã.

### Etrúria
O contato entre as civilizações grega e etrusca é documentado desde o século VIII a.C. e ao longo de toda história da arte etrusca a influência grega permaneceu forte. No fim do século IV a.C., quando inicia o helenístico etrusco, a presença romana já começava a predominar sobre a região, e sua cultura entrava em declínio. Mesmo assim neste período se criou uma nova tipologia escultórica, a dos sarcófagos com retratos, que serão discutidos na seção Sarcófagos e urnas cinerárias. Outra contribuição etrusca para a escultura helenística é a formulação do tipo da mãe sentada com seu filho no regaço, conhecida como koine, cujo exemplar mais conhecido é a Mater Matuta do Museu Arqueológico Nacional de Florença. Típica da tradição etrusca é a preferência pelo uso da terracota na produção de ex-votos, sofisticadas peças decorativas, vasos - alguns em forma de cabeça humana -  e na decoração arquitetural, com exemplares de alta qualidade em vários templos de Luni, Tarquinia e outros locais, que exibem traços da influência do helenístico oriental. Finalmente, os etruscos também se revelaram exímios artífices no bronze, criando um acervo de retratos de corpo inteiro e em bustos que em seu naturalismo se aproximam do estilo da escultura romana nesses gêneros.

### Alexandria
Depois da fundação de Alexandria a cidade logo se tornou um importante centro de cultura helenística. Ali se construiu a célebre Biblioteca, que incluía anexo um dos primeiros museus do mundo, e em seu redor floresceu um importante grupo de filósofos, literatos e cientistas, que deram uma contribuição muito relevante para a cultura helenística como um todo, mas no terreno da escultura, ao contrário do que se pensara por um bom tempo, as pesquisas recentes indicam que o resultado foi bem mais pobre. O Egito possuía uma longa e brilhante tradição escultórica, e os faraós macedônios, encontrando uma cultura solidamente estabelecida, desenvolveram uma prática artística dual. Para a elite helênica, que vivia principalmente em Alexandria e pouco se relacionava com a realidade do resto do país, se produziu uma arte helenística, e para o povo uma arte que seguiu as antigas tradições faraônicas, e pouco intercâmbio se pôde efetuar entre elas. Mesmo no campo da retratística oficial a duplicidade se manteve, embora em casos raros se observe uma mescla significativa desses dois estilos tão contrastantes, com alterações nos traços tradicionais dos penteados e trajes, e no aspecto das insígnias do poder, evidenciando uma adaptação cuidadosamente seletiva do estilo helenístico.

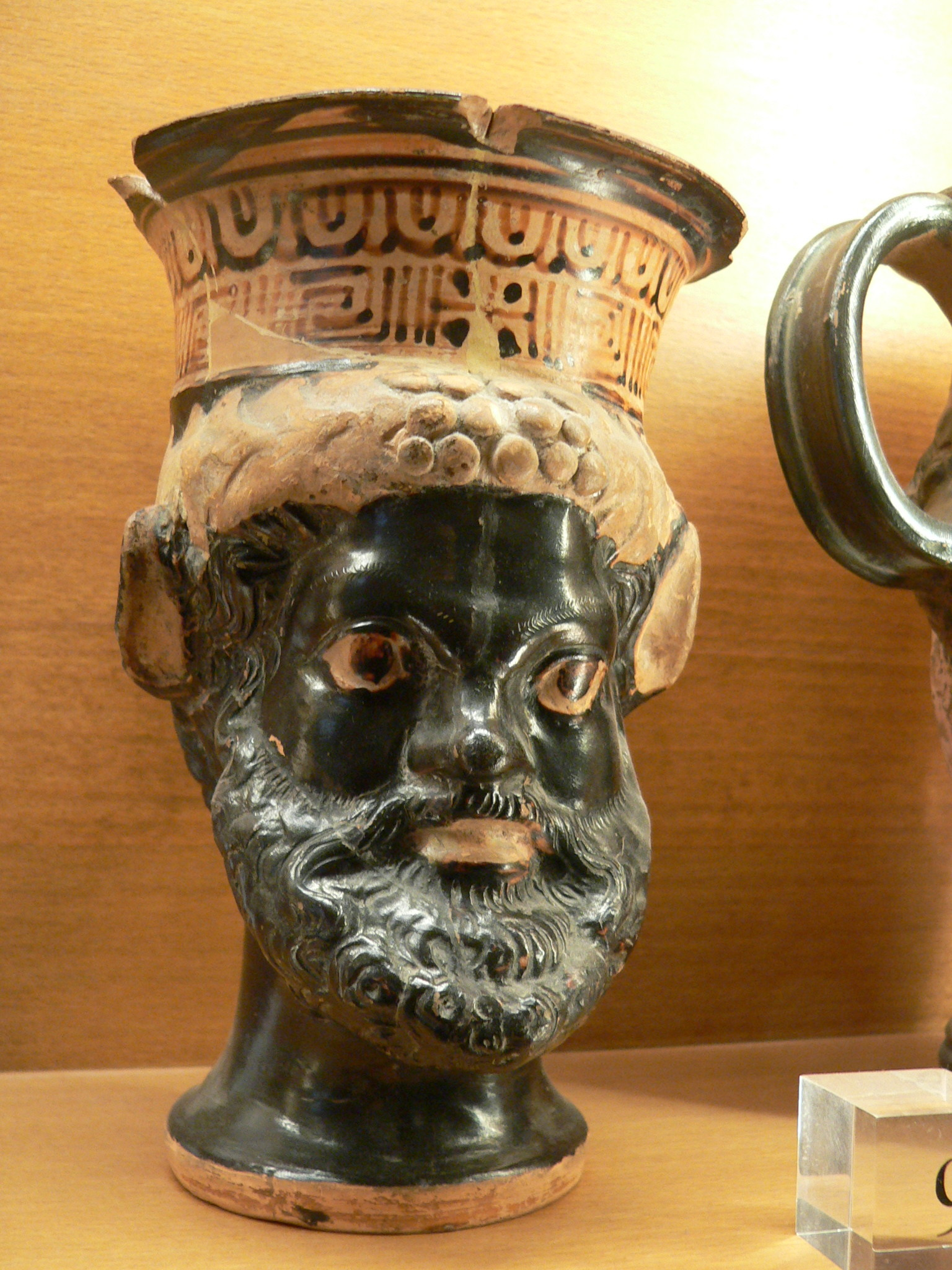
Vaso etrusco, segunda metade do século IV a.C.
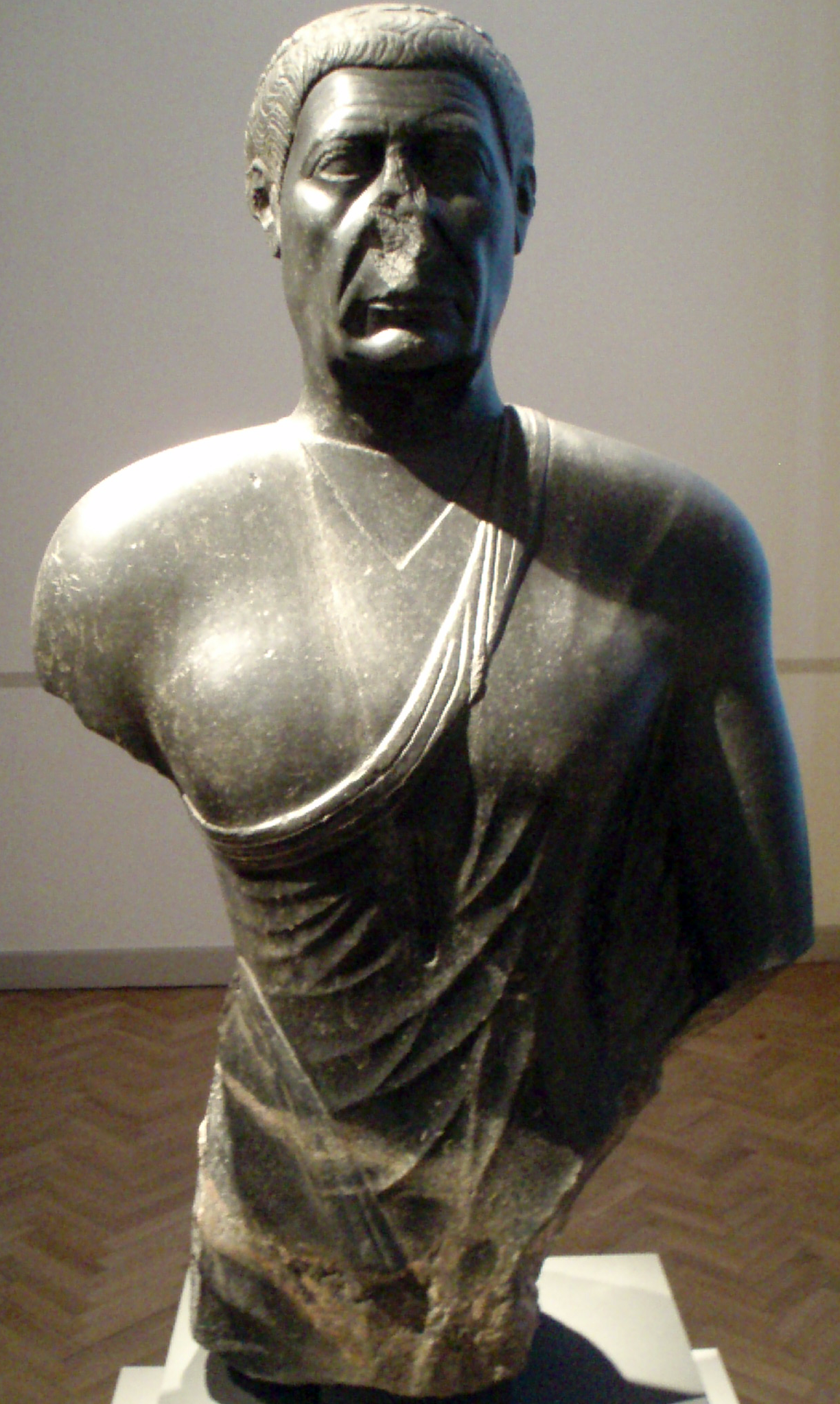
Retrato de Hor, c. 300−250 a.C., Egito
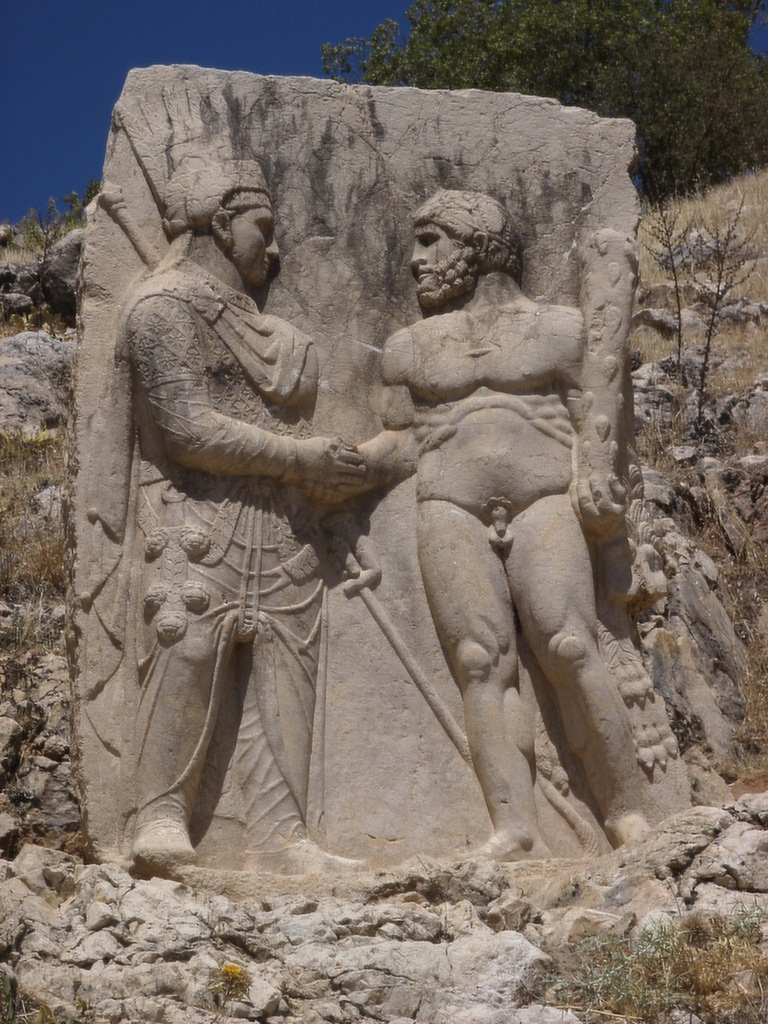
Mitrídates I e Hércules, Império Arsácida
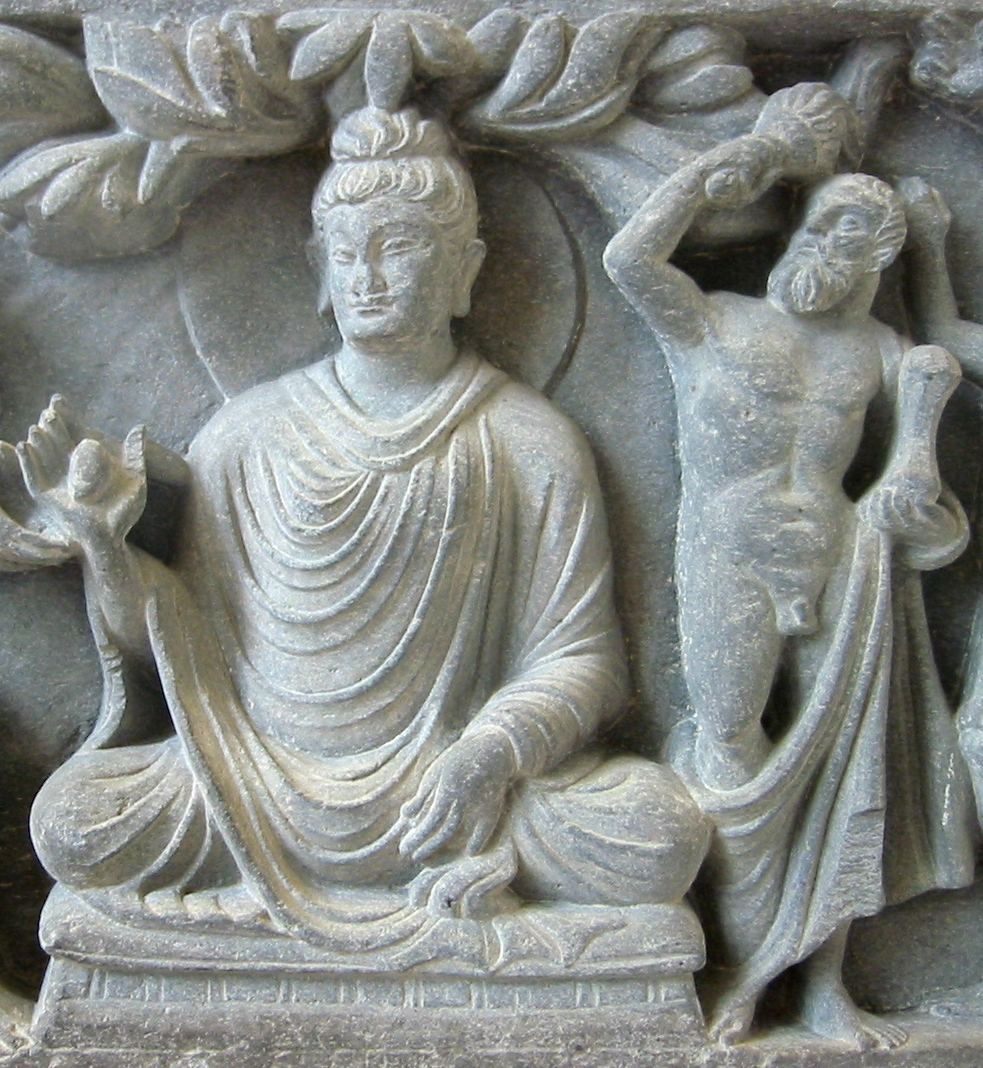
Buda e Vajrapani, século II a.C. Gandara

### Oriente Médio
Sucedendo à partição do império Alexandrino formou-se no Oriente Médio o império helenístico dos Selêucidas, com várias cidades novas fundadas por Alexandre e seus sucessores. Com a gradual dissolução das antigas instituições persas outras tantas cidades mais antigas adotaram um modelo administrativo semelhante ao da pólis grega, e em poucas décadas a elite persa se helenizou, e todo aspirante a uma posição social destacada ora precisava saber o grego e ser versado na cultura helênica. Mas o impacto da helenização, se atingiu várias formas culturais, não predominou entre a massa do povo e, ao longo da história local, se revelou passageiro. Em meados do século III a.C. o império Selêucida se fragmentou, fazendo surgir o Império Arsácida, que logo iniciou uma expansão e eventualmente suplantou seu Estado-mãe. Nesse período se iniciou um processo de reversão para tradições antigas, cujo efeito que se alastrou para além das fronteiras e determinou uma reação anti-helenista também na Índia, Síria, Arábia, Anatólia e outras regiões, declinando o interesse local pela escultura. Enquanto durou a presença greco-macedônia, houve significativo intercâmbio de influências com a cultura autóctone, e ao que parece até mesmo Platão absorveu elementos da religião Zoroastriana em sua filosofia. Na escultura sobrevivem de vários locais relíquias de alta qualidade do período Selêucida, especialmente em bronze, imagens de figuras régias e deuses e estatuetas diversificadas, e da fase Arsácida existem relevos gravados em rochedos, de grande interesse e estilo nitidamente híbrido.

### Índia
A arte helenística foi capaz de influenciar a cultura de países distantes como a Índia e Afeganistão, que à altura das conquistas de Alexandre já possuíam antiquíssima tradição artística. Fundando-se colônias helenísticas no Panjabe e Báctria, deram origem à chamada Escola Gandara. Os helenistas foram responsáveis pela inauguração de uma tipologia escultórica nova, de imensa importância para a religião Budista, qual seja, a própria imagem do Buda, quando até então sua representação era tabu. Nela preservaram em larga medida os cânones artísticos hindus, mas em outros gêneros, menos carregados de simbolismo, os traços ocidentais na estatuária são mais evidentes. Esta Escola floresceu até o século V d.C..

## Escultura arquitetural

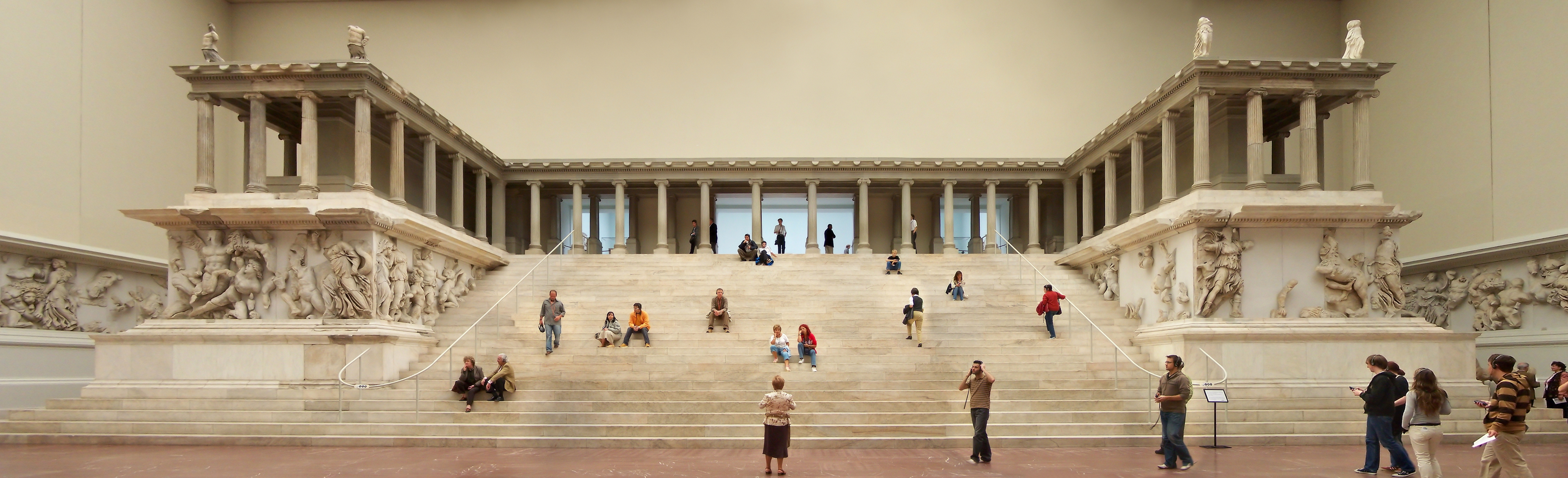
Altar de Pérgamo, século II a.C.

Os templos e edifícios públicos do período Helenístico em linhas gerais não continuam a prática de decoração farta em suas fachadas como nas fases anteriores, com grandes grupos esculturais nos frontões, métopes, acrotérios e frisos em relevo. Aparentemente nesta época o trabalho se concentrou mais na manutenção e restauro de construções antigas do que na ereção de novas. Existem sim diversos prédios helenísticos decorados, mas em sua maioria são de escasso interesse, tanto pela baixa qualidade intrínseca da escultura como pela sua pouca quantidade, ou seu estado presente é tão ruinoso e depauperado que impede uma avaliação precisa de seu valor. Algumas exceções a esta regra, porém, são preciosas e merecem uma nota. Datado do início do helenístico é o templo de Ártemis em Epidauro. Possuía Nices acroteriais aladas, das quais subsistem quatro, já sem as asas. Seu estilo mostra uma rica desenvoltura no manejo do vestuário, que consegue efeitos de transparência em seu movimento esvoaçante. Possivelmente da mesma época, e mais rico, é o templo de Atena em Ilion, a antiga Troia. A data do templo foi estimada em torno de 300 a.C., mas a de sua decoração escultural é mais problemática. Possuía 64 métopes, mas não se sabe quantas eram esculpidas. Das que sobrevivem a mais importante, e praticamente intacta, é a que mostra Hélio e sua carruagem. Outras são fragmentárias e trazem cenas de batalhas, e possivelmente um dos conjuntos trata da Gigantomaquia. Seu estilo eclético sugere influências estrangeiras.
Também de cerca de 300 a.C. é a decoração da Casa dos Touros em Delos, um inusitado edifício longo e estreito, com colunatas e profusa ornamentação escultural, dividida entre métopes, um friso contínuo e acrotério no exterior, que infelizmente estão bastante erodidos, e no interior outro grande friso com cenas marinhas e capitéis zoomórficos. No mesmo sítio se encontrou esculturas decorando vários outros edifícios, como no teatro, na estoa de Antígono Gônatas, no monumento a Mitrídates VI Eupátor e na Casa do Tridente, esta com uma incomum decoração de relevos de estuque. De datação insegura, mas possivelmente sendo outro exemplo dessa fase é o Hieron do Santuário dos grandes deuses da Samotrácia, com vários relevos de centauros no pronau e no pórtico, e várias estátuas no frontão norte, junto com Nices acroteriais, mas estas devem ser de data bem posterior, possivelmente meados do século II a.C..

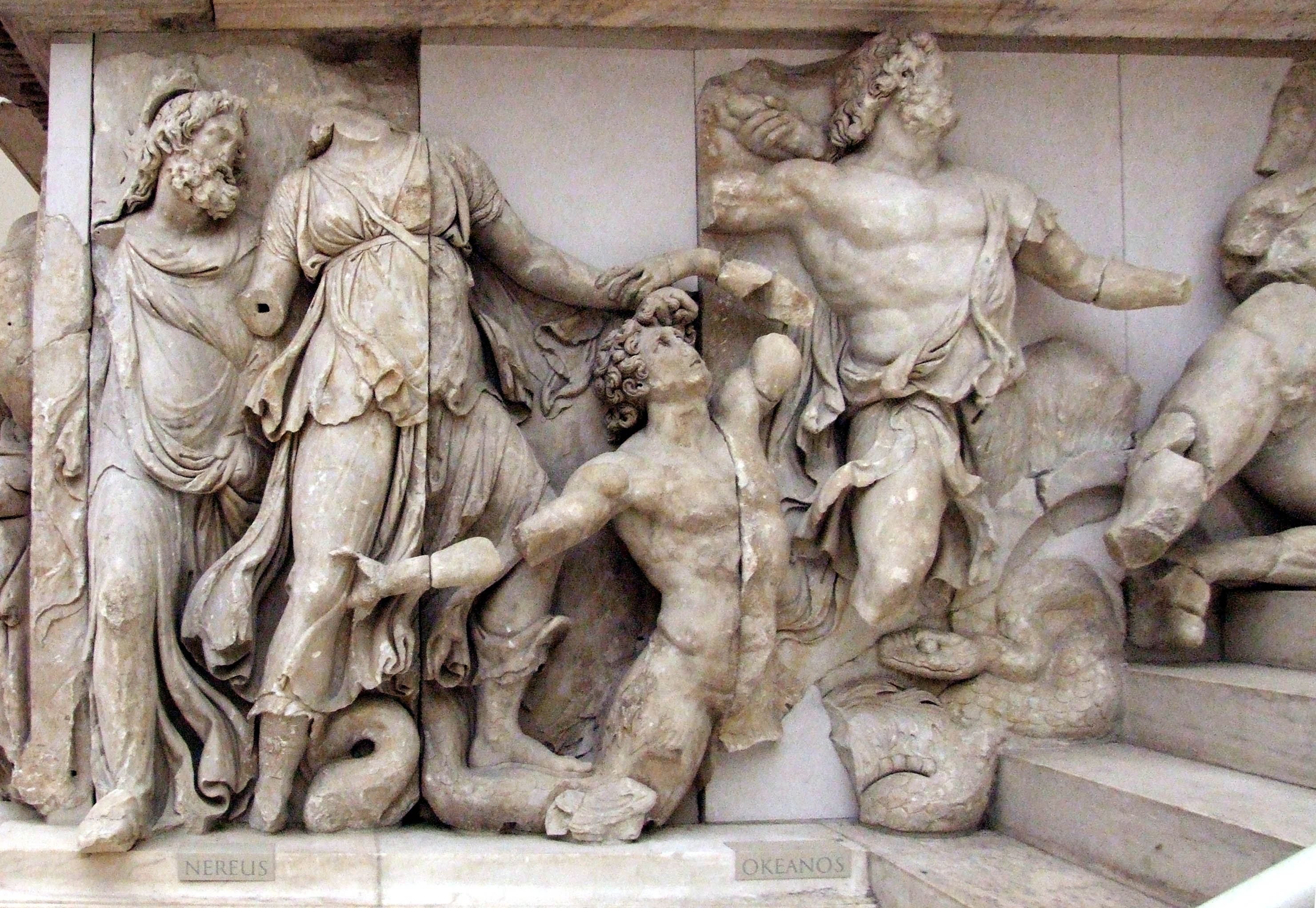
Detalhe do Altar de Pérgamo: Cena da Gigantomaquia, século II a.C.

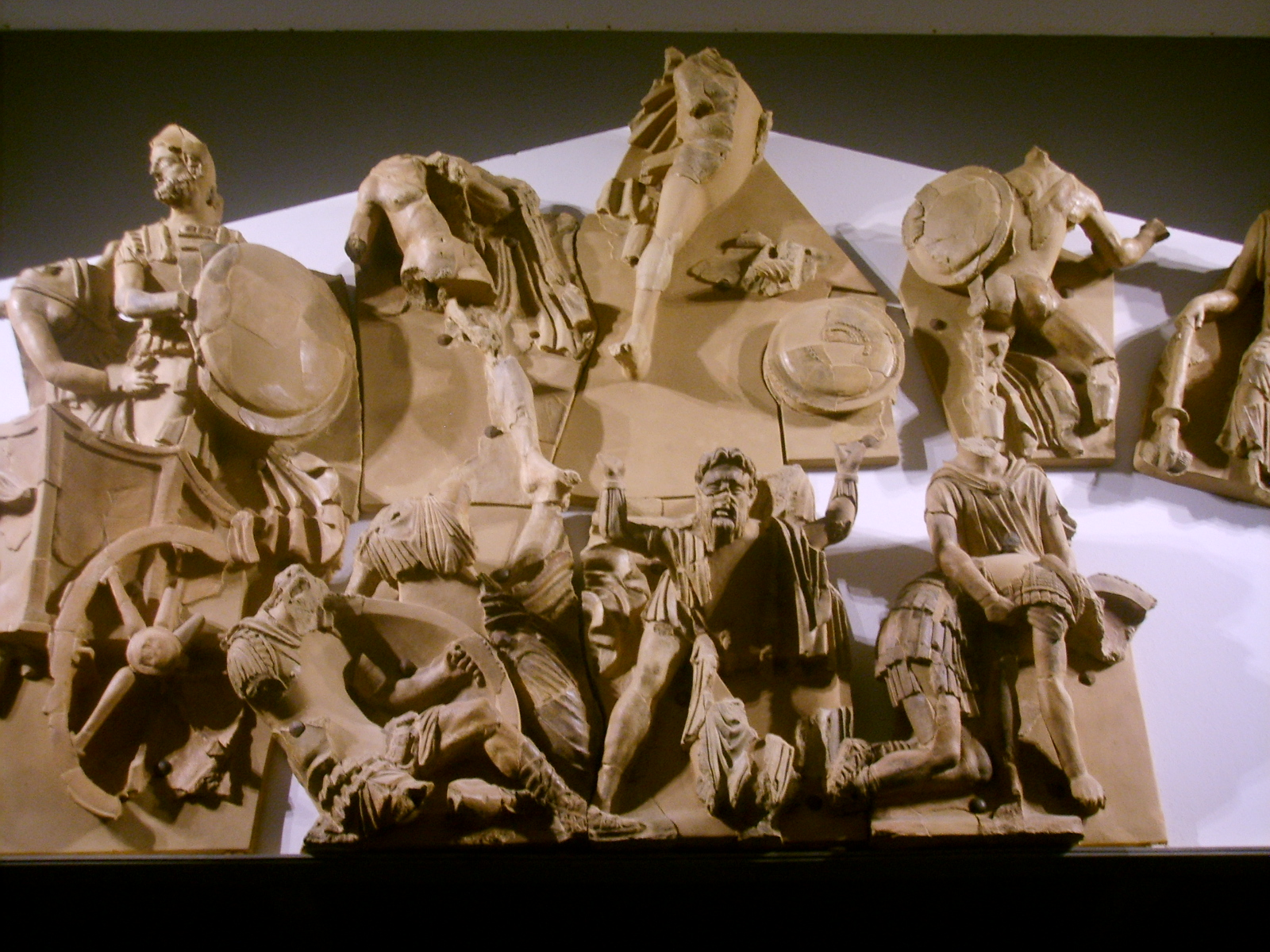
Detalhe do frontão etrusco de Talamone, século II a.C.

Entre os séculos III e II a.C. Pérgamo emerge como um dos mais ativos centro de produção de escultura, em função do generoso mecenato de seus reis Átalo I e Eumenes II. Sob o primeiro se desenvolveu a tipologia dos guerreiros feridos, celebrizados nos gálatas e amazonas moribundos, e sob o segundo se construiu o grandioso Altar de Zeus, decorado com frisos e estatuária de grande expressividade. O Altar é o mais rico monumento decorado de todo o período e a mais importante realização da tendência "barroca", cujo potencial Epígono de Pérgamo, o chefe dos escultores do monumento, foi dos primeiros a compreender e explorar plenamente. Ali se representam uma Gigantomaquia e a história de Télefo, o legendário fundador da cidade. Em termos técnicos e temáticos o friso da Gigantomaquia introduziu várias inovações, minimizando a importância do fundo, levando a extremos o preciosismo na descrição de detalhes, apresentando deidades menores junto com os deuses olímpicos e extrapolando os limites do friso para colocar personagens avançando para dentro dos degraus do monumento, subvertendo as tradicionais convenções que regiam as relações entre estatuária e arquitetura. Por outro lado, o friso de Télefo resgatava a importância do fundo mas acrescentava detalhes inéditos de cenas paisagísticas.
Outro monumento importante na primeira metade do século II a.C. é o grande templo de Ártemis Leucofriene na Magnésia. Entre suas decorações estão um friso com animais e um longo friso mostrando a Amazonomaquia, com 340 figuras esculpidas. Sua qualidade não é das mais altas, mas seu interesse jaz na grande diversidade de soluções plásticas, que evitam qualquer monotonia. Na mesma cidade se encontra um altar de Ártemis com decoração significativa, com muitos fragmentos remanescentes de figuras humanas e animais. Um friso inteiro com bucrânios, porém, se perdeu durante a II Guerra Mundial. Um pouco mais tardio é o Altar de Dionísio em Kos, onde sobrevive a maior parte de um grande friso mostrando uma procissão dionisíaca e cenas de batalha.

### Escultura arquitetural etrusca
Já mencionada antes, a prática de decoração arquitetural etrusca merece algumas linhas adicionais por ser uma das mais típicas realizações de sua arte e pelo seu caráter único no panorama helenístico. Essa tradição nascera já no período Arcaico, mas continuou ao longo de toda sua história. Ao contrário das outras culturas helenistas, que privilegiavam a pedra, os etruscos preferiram a terracota, e a aplicaram para a decoração de toda a série de elementos da arquitetura - frontões, métopas, acrotérios, capitéis, frisos, etc. As composições se caracterizam por uma relativa independência formal da estrutura que os comporta, e mostram motivos que mesclam o imaginário grego com o local. Num ponto onde concordam com a prática de todo o mundo helenístico era o fato de que toda essa escultura era vivamente colorida. Entre os mais ricos exemplares dessa aplicação contam-se os frontões de um templo em Talamone, do século II a.C., mostrando várias cenas da história dos Sete contra Tebas.

## Estatuetas em terracota
As estatuetas em terracota faziam parte do cotidiano grego desde os períodos pré-históricos, mas no helenístico se iniciou uma tradição diferenciada, de estatuetas criadas em série a partir de moldes que trabalhavam em estilo naturalista uma variedade de temas e que serviam a vários propósitos — decoração, ex-voto, oferenda fúnebre  numa prática de baixo custo que se espalhou rapidamente por todo o mundo helênico. Tânagra, junto com outras cidades da Beócia, se tornou conhecida a partir do fim do século IV a.C. pela vasta produção de estatuetas policromadas representando majoritariamente mulheres e jovens vestidas em roupas sofisticadas, usando leques, espelhos, chapéus e outros aparatos da moda, criando um repertório formal novo na longa tradição da estatuária em cerâmica, que se acredita inspirado na comédia de Menandro. Essas estatuetas são especialmente atraentes pela variedade de gestos e posturas e pelo refinado acabamento, mas embora Tânagra tenha se destacado nesse tipo de produção e emprestado seu nome para todo esse gênero de estatueta — chamadas de Tânagras — há evidências de que o estilo típico começou a se desenvolver em Atenas, difundindo-se dali para outros centros. Mas também se desenvolvem outras escolas de terracota, que recaem fora do gênero Tânagras, nem sempre usando moldes, que apresentam uma variedade muito maior de tipos, incluindo escravos, dançarinos, homens, velhos, cavaleiros, crianças, deidades, personagens teatrais, bonecas, animais, vasos miniaturizados, placas em relevo e cabeças avulsas. Seu nível de qualidade, porém, é muito desigual.

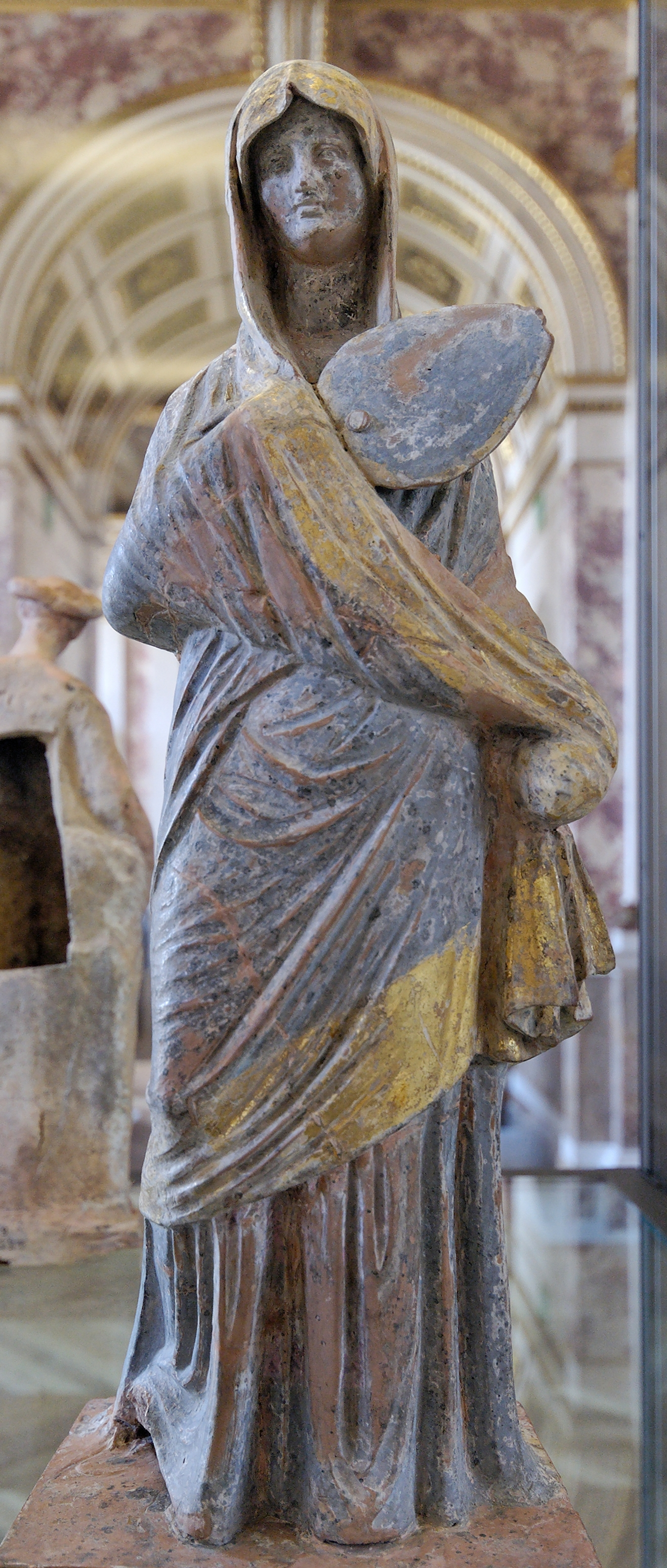
Dama de azul, século III a.C., Tânagra
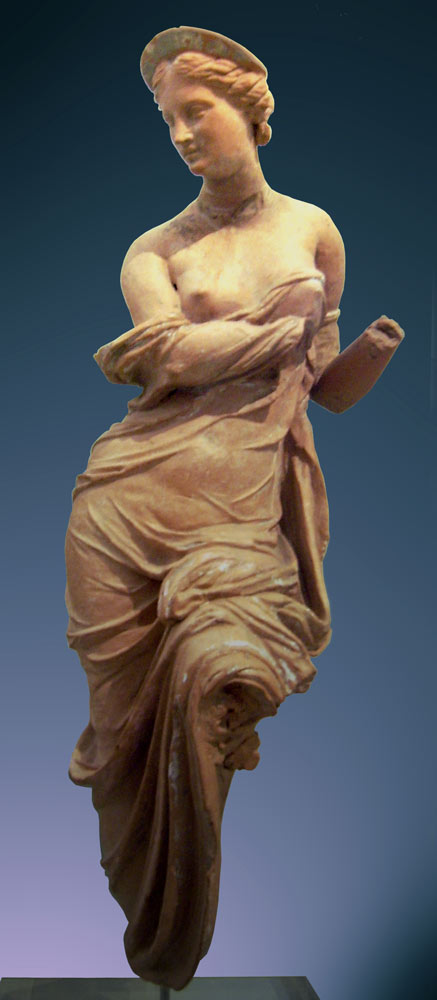
Afrodite Heyl, século II a.C., Ásia Menor
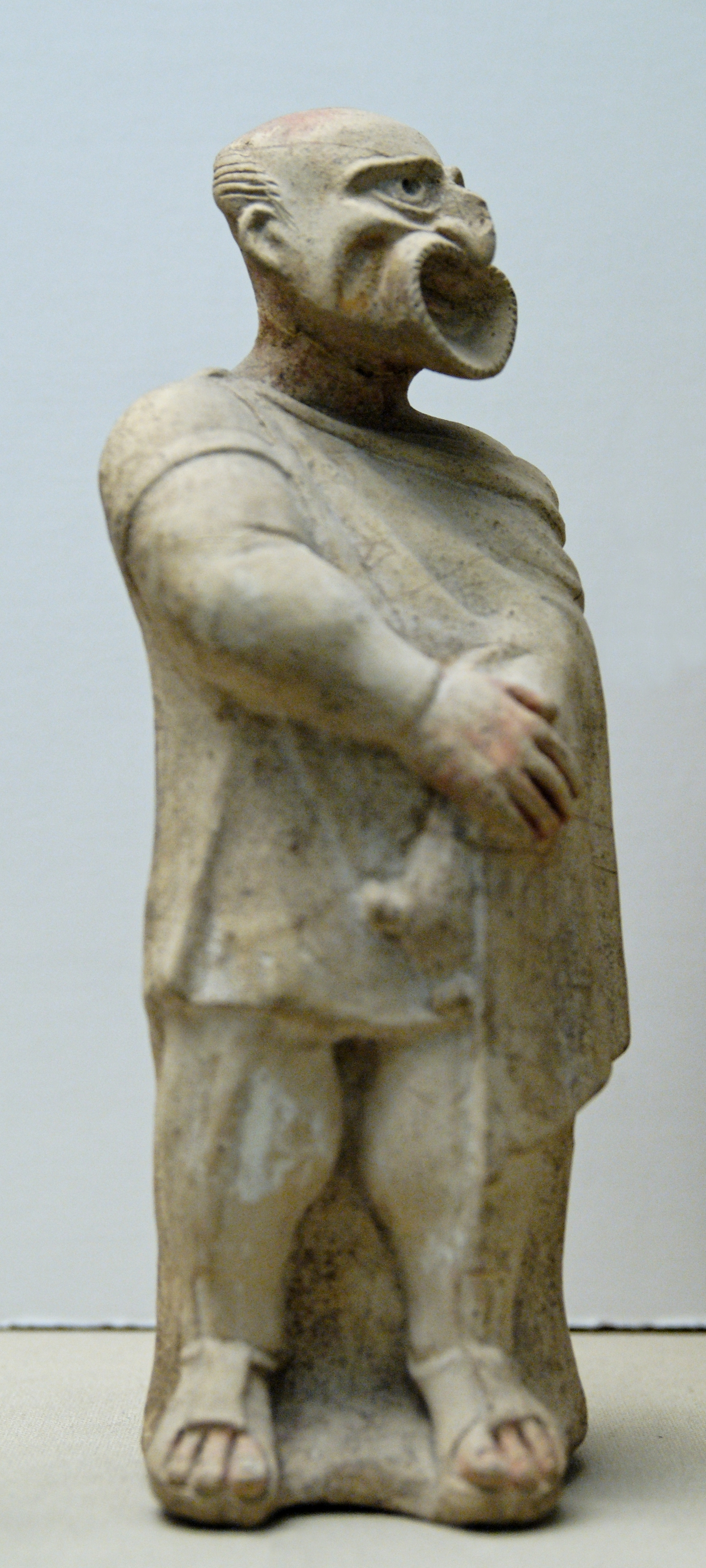
Figura de ator, século II a.C., Magna Grécia
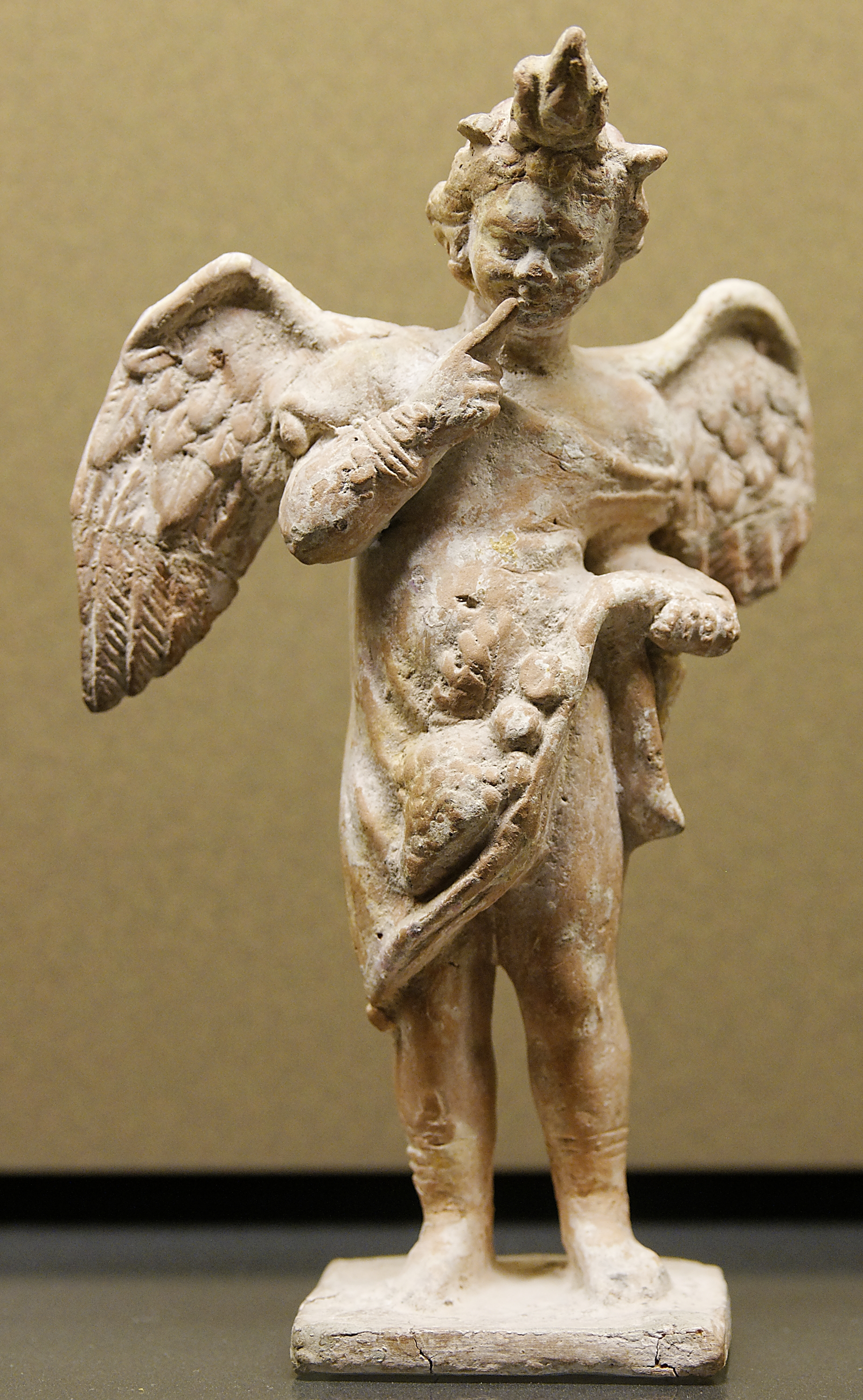
Eros-Harpócrates, Mirina, século I a.C.

Em direção ao fim do século III a.C. aparecem os tipos das figuras sentadas e o dos professores e filósofos, que exibem feições sérias e contemplativas, com um tratamento simplificado e acabamento mais rude, embora expressivo. Também as cores se diversificam, sendo encontrados tons mais claros. Relativamente poucos achados estão conectados a contextos sacros, evidenciando um uso essencialmente profano das estatuetas. Das várias deidades encontradas antes em abundância, somente Eros permanece um tipo realmente comum, e os outros deuses que ocasionalmente se identificam mostram feições tão humanizadas que seu propósito meramente decorativo parece bem estabelecido. A produção em série desta fase ganha em variedade pelo acréscimo de detalhes individualizados depois da retirada da peça do molde e antes da queima, não se encontrando duas peças idênticas.
Dificulta o estudo da terracota do século II a.C. a relativa escassez de relíquias, seu estado geral menos íntegro e a presença em muitos sítios de figuras de estilo retrospectivo, e é frequente a mistura de objetos de épocas diversas no mesmo estrato arqueológico, causada talvez por descartes em massa, complicando o trabalho de datação. Decresce a quantidade de figuras nuas e aumenta o número de imagens aladas e de detalhes individualizados nas peças criadas em série, emprestando em muitos casos a aparência de peças modeladas à mão. Chamou-se este grupo de peças de "aditivas" por esses acréscimos, mas seu acabamento tende a ser mais grosseiro. As formas da figura e do vestuário tendem a perder sua organização espiralada e dar lugar a composições mais estáticas, numa época em que a sofisticada e fluente tradição das Tânagras estava desaparecendo. Na transição para o século I a.C. os antigos tipos já perderam sua vitalidade e a produção se torna padronizada, possivelmente adquirindo até mesmo um caráter de souvenir turístico, uma vez que a esta altura a Grécia não passava de uma província romana, e em consequência dos saques romanos das grandes cidades o material remanescente é escasso e se apresenta frequentemente muito danificado. Quanto às outras regiões, o gosto romano se torna predominante à medida que o império se amplia, aparecem influências bárbaras, e a produção de terracotas helenísticas chega a um termo no fim do século I a.C..

## Sarcófagos e urnas cinerárias

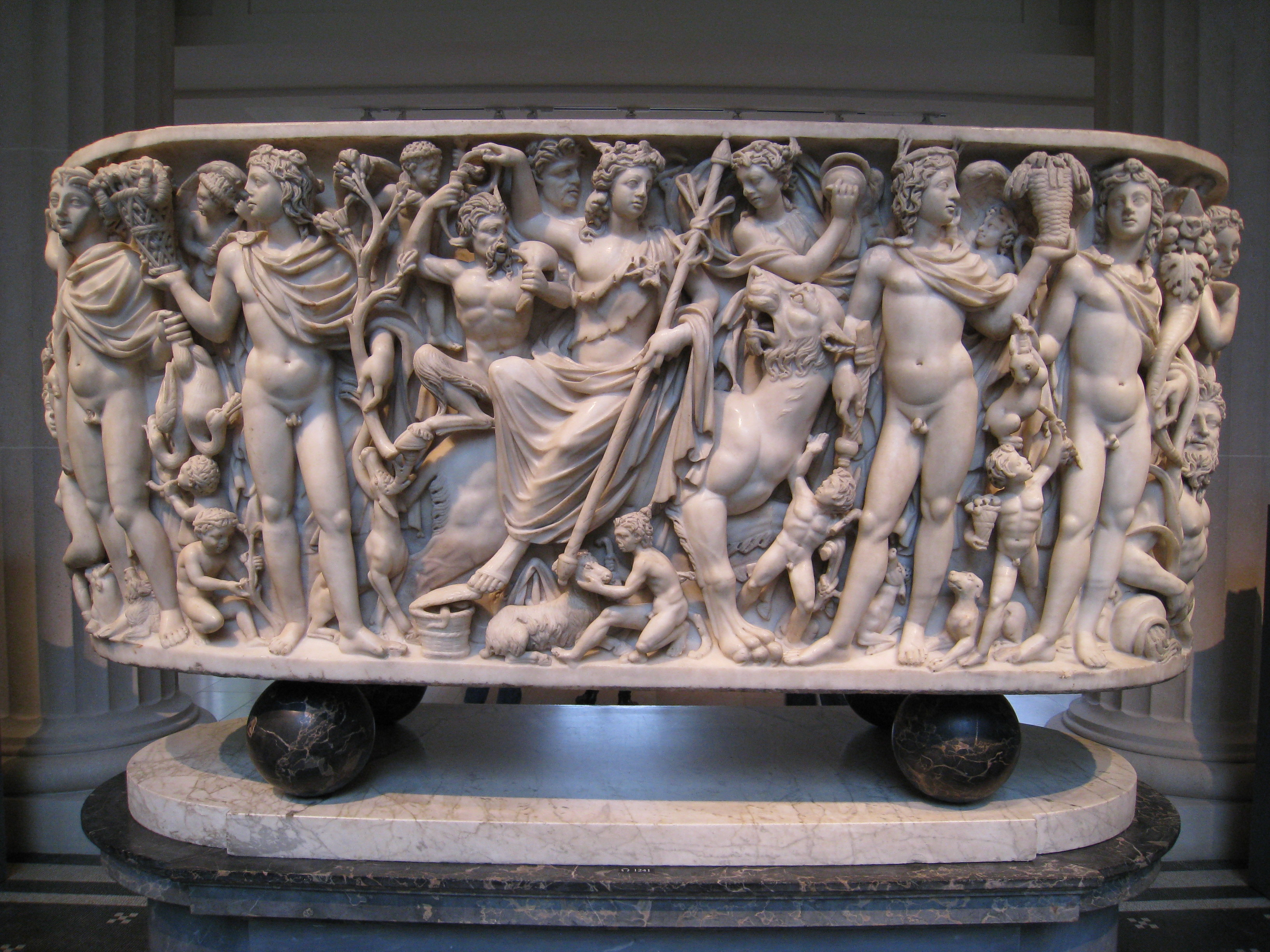
Sarcófago de Dioniso, 220-230 d.C., Roma
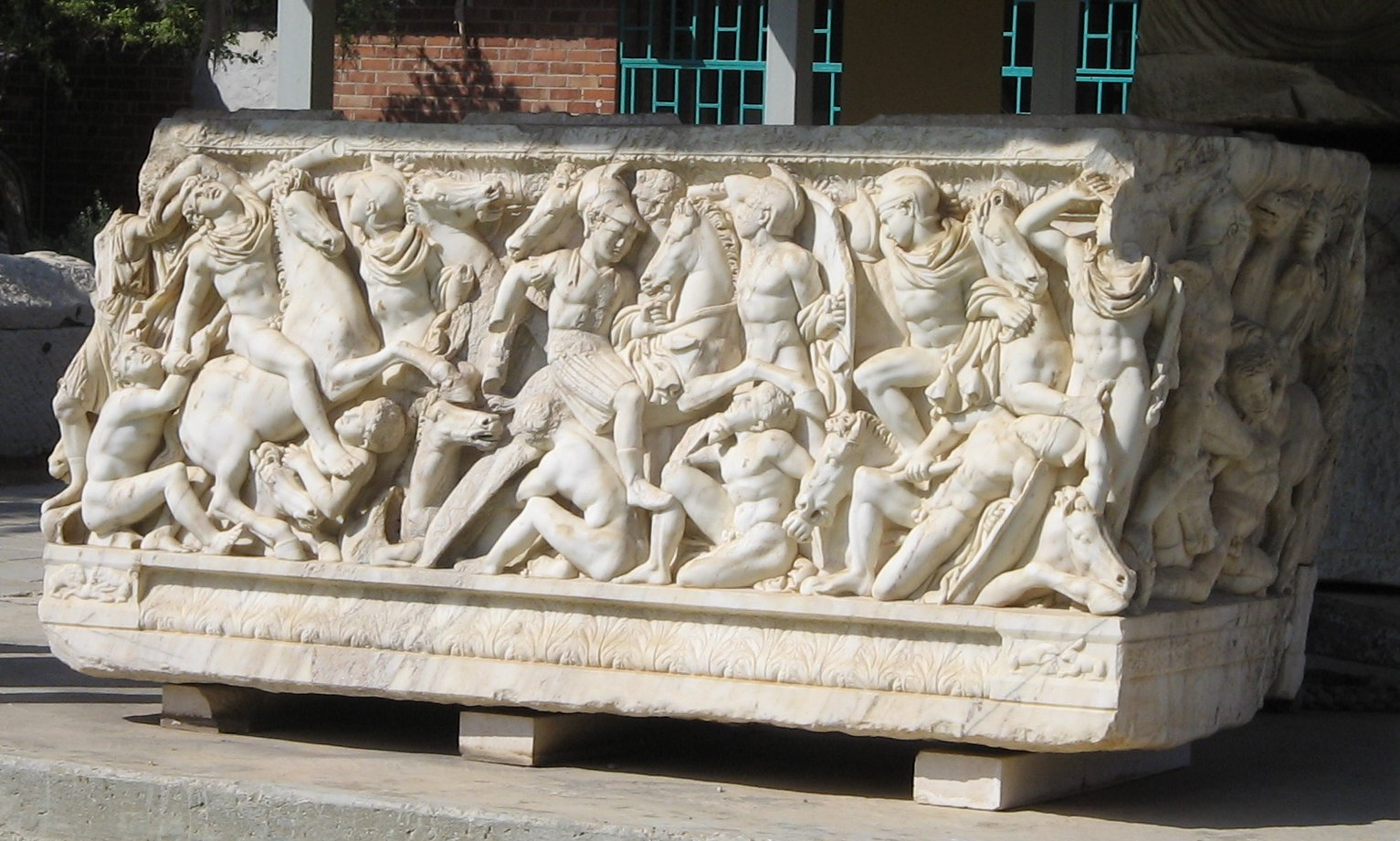
Sarcófago com cena de batalha entre gregos e bárbaros, 225-250 d.C., Israel
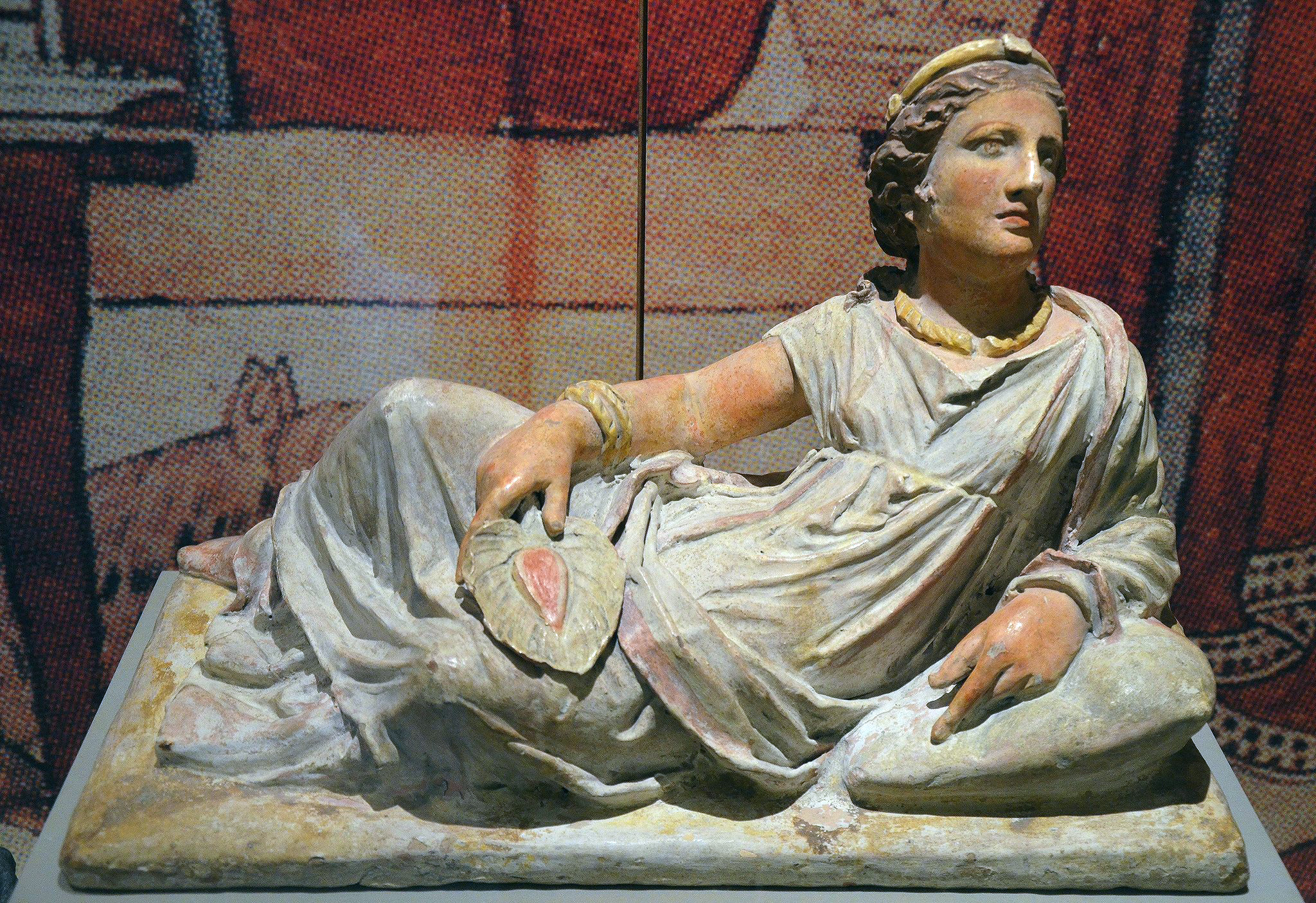
Cobertura de urna cinerária em terracota policromada, c. 150−120 a.C., etrusca
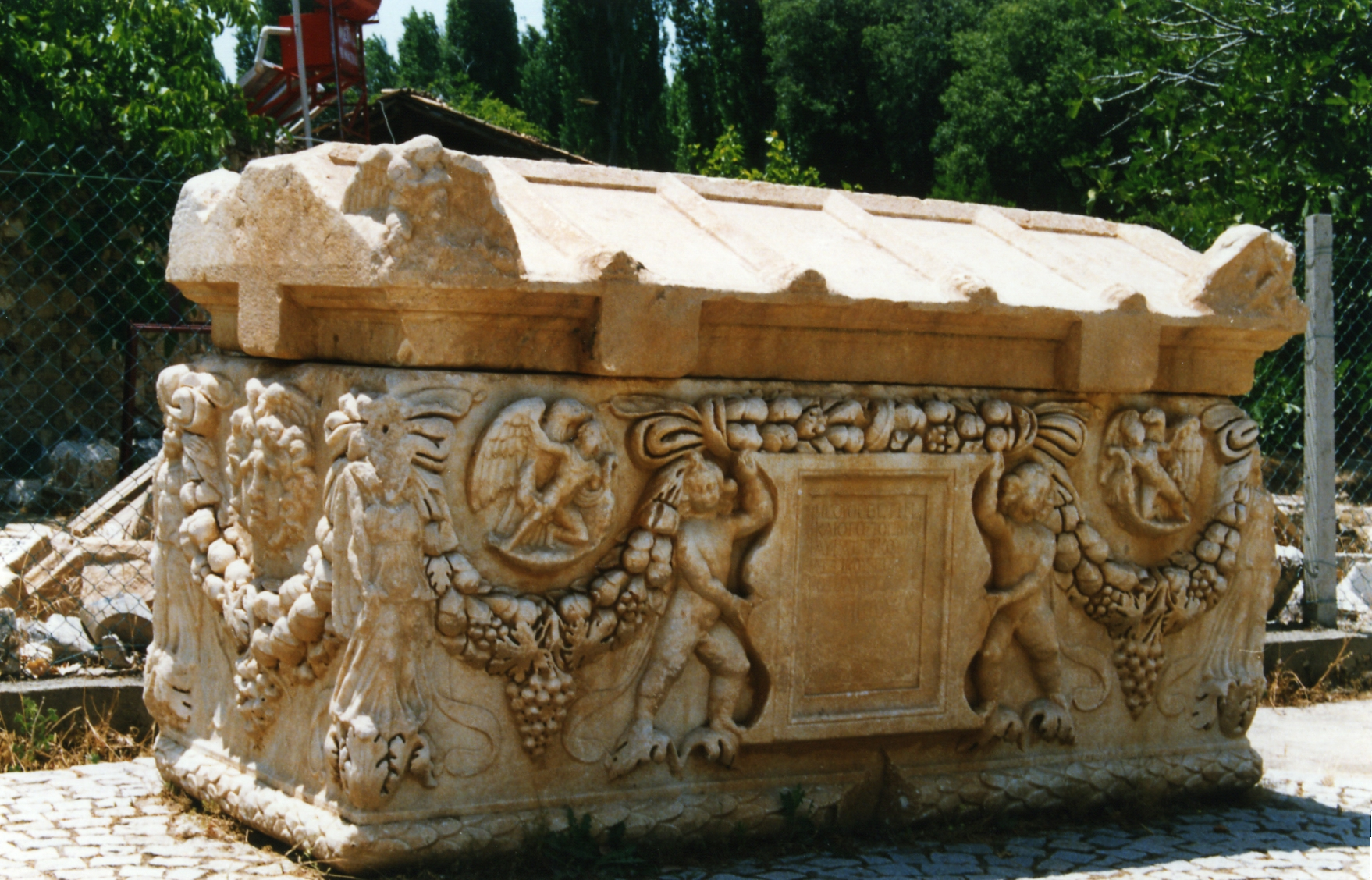
Sarcófago, 210-225 d.C., Afrodísias

Entre os gregos o costume do enterramento em sarcófagos era raro nos períodos anteriores ao helenístico. Os mortos eram cremados ou enterrados em receptáculos discretos. Mas a partir do fim do século IV, com a maior penetração de influências do Oriente, onde as pompas fúnebres eram apreciadas, junto com o exemplo etrusco, se multiplicam os caixões para os corpos inteiros e as urnas destinadas à recepção das cinzas dos cremados, em pedra e terracota, muitas vezes com trabalhos suntuosos em relevo e de grandes dimensões, ostentando elementos arquiteturais como colunatas e tampas em forma de telhado com acrotérios, repetindo o modelo do templo, o que lhes dava um caráter de monumento autônomo, podendo nesses casos deixar os ambientes fechados das tumbas e ser instalados ao ar livre em necrópoles. Tais formas artísticas assumiriam grande importância no universo religioso helenístico e continuariam mais tarde, no mundo romano e em seguida pelo Cristianismo adentro, a ser grandemente prestigiadas. Não apenas se expandiu essa tipologia, mas passou também a refletir, na iconografia escolhida para decoração, mudanças nas concepções gregas a respeito da vida além-túmulo, como o motivo das crianças retratadas como heróis vitoriosos, a simbolizar a pureza e a imortalidade.
A tradição fúnebre dos etruscos foi importante para a popularização dos sarcófagos e urnas cinerárias durante o período helenístico. Eles desenvolveram uma prática de arte mortuária que chegou em alguns casos a grande refinamento, embora a maioria das peças seja mais ou menos padronizada e apresente uma qualidade mediana ou inferior. O tipo é constituído por uma caixa decorada com variados graus de complexidade, fechada por uma tampa onde estão representados retratos de corpo inteiro dos falecidos, sozinhos ou em casais, reclinados como se estivessem em um banquete, ou como se dormissem. As urnas cinerárias adotavam o mesmo esquema, apenas em dimensões menores. Achados arqueológicos importantes foram feitos em Arezzo, Perugia, Cortona, Volterra, Cerveteri e Chiusi, entre outras cidades.

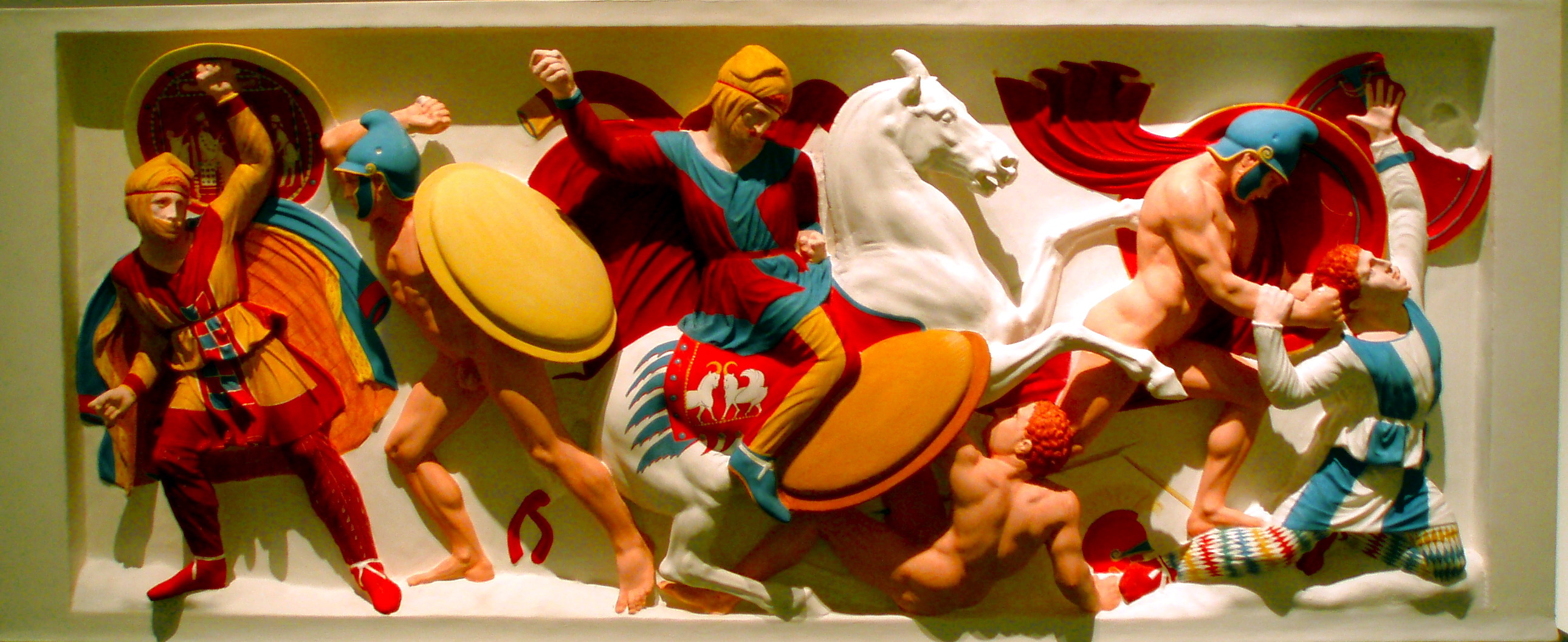
Cópia moderna de um dos painéis do Sarcófago de Alexandre, com policromia reconstituída

Do Oriente veio uma tendência marcada para o naturalismo nas cenas figurativas e um gosto pela decoração abstrata ou que empregava motivos fito e zoomórficos profusamente, alguns bem típicos como a folha da palmeira, elefantes e a caça ao leão. No Líbano, no cemitério real de Sídon, se encontraram diversos exemplares de fino acabamento, dentre eles o célebre Sarcófago de Alexandre, assim chamado por trazer cenas da vida do conquistador em seus relevos, embora tenha sido destinado para receber o corpo de um potentado local. Esta peça é de especial interesse porque foi encontrada em condições excelentes, apresentando ainda muitos traços de sua policromia original, o que permitiu se construir uma cópia moderna com a reconstituição de suas cores primitivas (ilustrada ao lado), apresentada durante a exposição Bunte Götter, um evento internacional inteiramente dedicado a divulgar o tema do tratamento pictórico da escultura antiga, que é tão pouco conhecido do grande público, mas que constituía uma prática generalizada. No Egito Ptolemaico se desenvolveu um estilo próprio, onde o interesse escultórico maior estava na figura estilizada do morto deitado sobre a tampa de cobertura, adaptando a tradição faraônica para as classes sociais inferiores.

## Apreciação
Apesar de já irem quase duzentos anos desde que o helenístico foi identificado no seu sentido moderno e o termo recebeu divulgação mais ampla, e quase cem desde que se iniciaram as análises de sua arte em linhas mais científicas, pode-se dizer que até agora apenas se lançaram as bases para uma compreensão deste tema, bases que ainda são extremamente precárias. Nos últimos decênios as pesquisas se intensificaram enormemente, mas mesmo trazendo muitas informações novas e importantes, o mais das vezes sua interpretação acontece entre infinitas polêmicas e disputas, derrubando um após outro conceitos aparentemente estabelecidos, suscitando por isso viva oposição de outros setores da crítica e lançando mais confusão num estudo que, segundo François Chamoux, está longe de definir até mesmo seu ponto de partida.

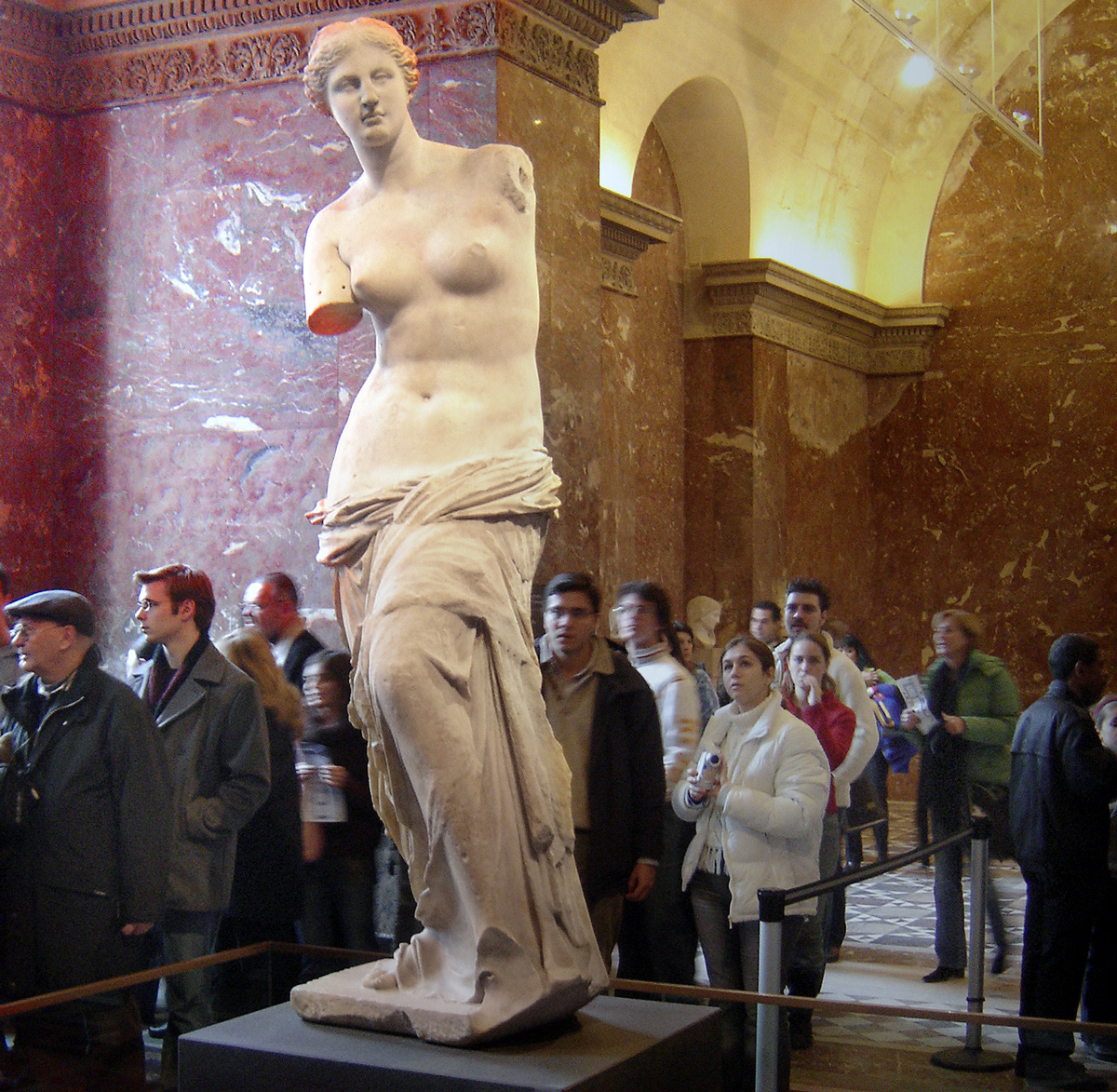
Atribuída a Alexandre de Antioquia: Vênus de Milo, século II a.C.

A compreensão e justa apreciação da escultura helenística são dificultadas por vários fatores. A datação e atribuição de autoria das obras são repletas de dúvidas e inconsistências; sua proveniência, função e identificação temática muitas vezes são meramente hipotéticas; grande parte dos originais desapareceram e só são conhecidos através de cópias romanas cuja fidelidade ao original é sempre uma incerteza; as fontes literárias primárias são pobres e contraditórias; os nomes conhecidos de escultores são poucos, não há grandes chefes de escola com personalidades estilísticas marcantes que pudessem estabelecer parâmetros definidos para a cronologia do estilo e rastreamento geográfico de seus percursos e derivações; a distinção entre originais e cópias pode ser problemática, e quase todo o século III a.C. é surpreendentemente despovoado de relíquias. Acrescente-se que todo o progresso recente na crítica teve - e ainda tem - de enfrentar um forte preconceito histórico contra a escultura helenística, que vê nela apenas uma degeneração de mau gosto do Classicismo grego, uma opinião que apenas há poucas décadas começou a ser dissolvida para dar espaço para visões mais positivas e compreensivas de seus méritos intrínsecos, embora alguns ainda considerem, com suas razões, que o virtuosismo técnico pode ter substituído o conteúdo, que a liberdade estética e a privatização do gosto propiciaram uma queda na qualidade geral e que as obras amiúde padecem de trivialidade e excessos sentimentalistas, que facilmente decaem para o melodramático e dão margem para uma ênfase no lado patológico da realidade.
Mas ao que tudo indica, com o avançar dos anos, a escultura helenística, junto com as outras expressões culturais do período, está se dirigindo para uma plena reabilitação. Já em 1896 Frank Bigelow Tarbell escrevia dizendo que o grande público mostrava se sentir mais à vontade com o imediatismo, espontaneidade, variedade e apelo emocional popular do estilo helenístico do que com as "criações mais severas e sublimes da era de Fídias" (embora deixasse evidente que entre a crítica especializada as coisas fossem diferentes), Arnold Hauser dizia em 1951 que a arte helenística, por seu hibridismo internacionalista, tinha relações diretas com a modernidade, e Brunilde Ridgway, escrevendo em 2000, declarou que a aceitação geral se confirma nos dias de hoje, quando exposições de arte helenística têm atraído "hordas de visitantes". Está se tornando cada vez mais claro que o período não pode mais ser considerado uma mera transição confusa e infeliz entre as civilizações grega clássica e a romana imperial, nem analisado através de simplificações e comparações com outras épocas, que merece uma atenção específica, que seus artistas mostraram sua importância preservando viva uma tradição venerável ao mesmo tempo em que se abriam às inovações, à vida do homem comum e ao futuro, atestaram sua erudição no manejo criativo de um grande repertório formal herdado de seus predecessores, provaram sua competência desenvolvendo novas técnicas e modos narrativos, e produziram, em seus melhores momentos, obras de extraordinário refinamento e poderoso efeito plástico. Os preconceitos mais justamente devem ser deixados de lado quando lembramos a importância do legado helenístico na imensa repercussão que obras helenísticas causaram quando foram redescobertas no Renascimento, como foi o caso do Laocoonte, que influenciou o trabalho do próprio Michelangelo e de gerações depois dele, e quando percebemos a enorme popularidade de peças como a Vitória de Samotrácia e especialmente a Vênus de Milo, que pôde se tornar um ícone até da cultura popular, um feito que bem poucas criações cultas, antigas ou modernas, realizaram.

## Galeria

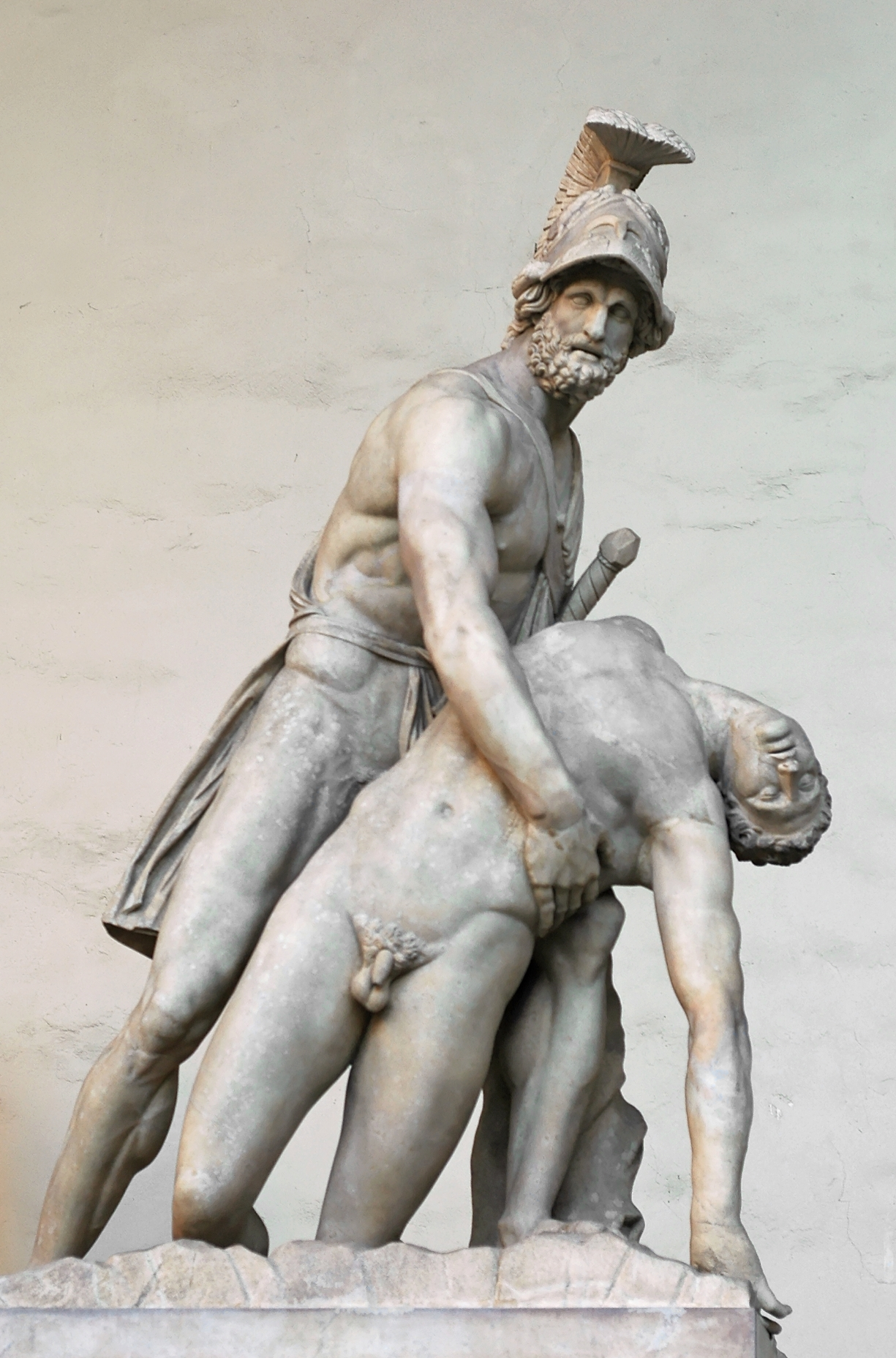
Grupo Pasquino (Menelau e Pátroclo?), século III a.C., cópia romana
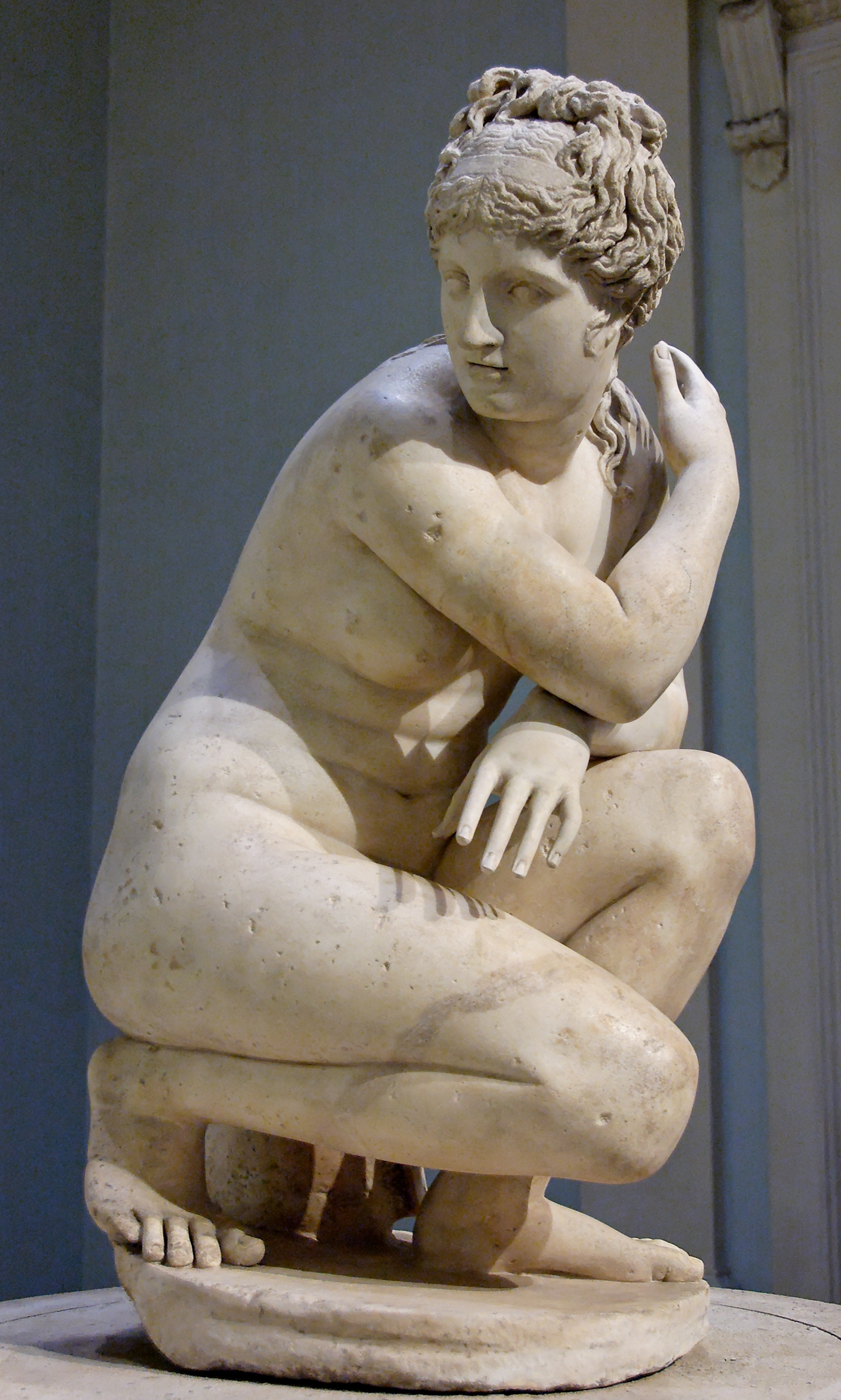
Vênus Lely, século III-II a.C., cópia romana
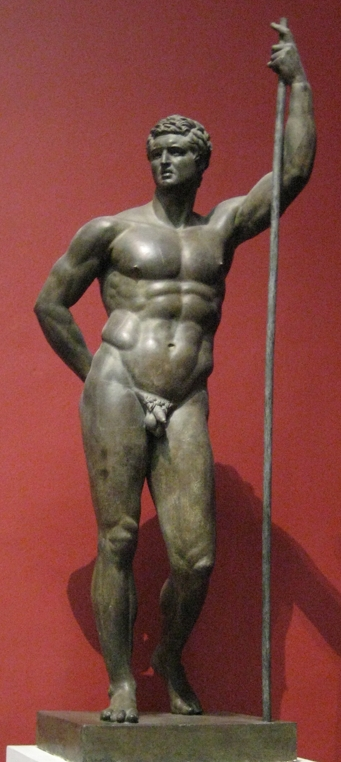
Príncipe Selêucida, século III-II a.C., cópia moderna
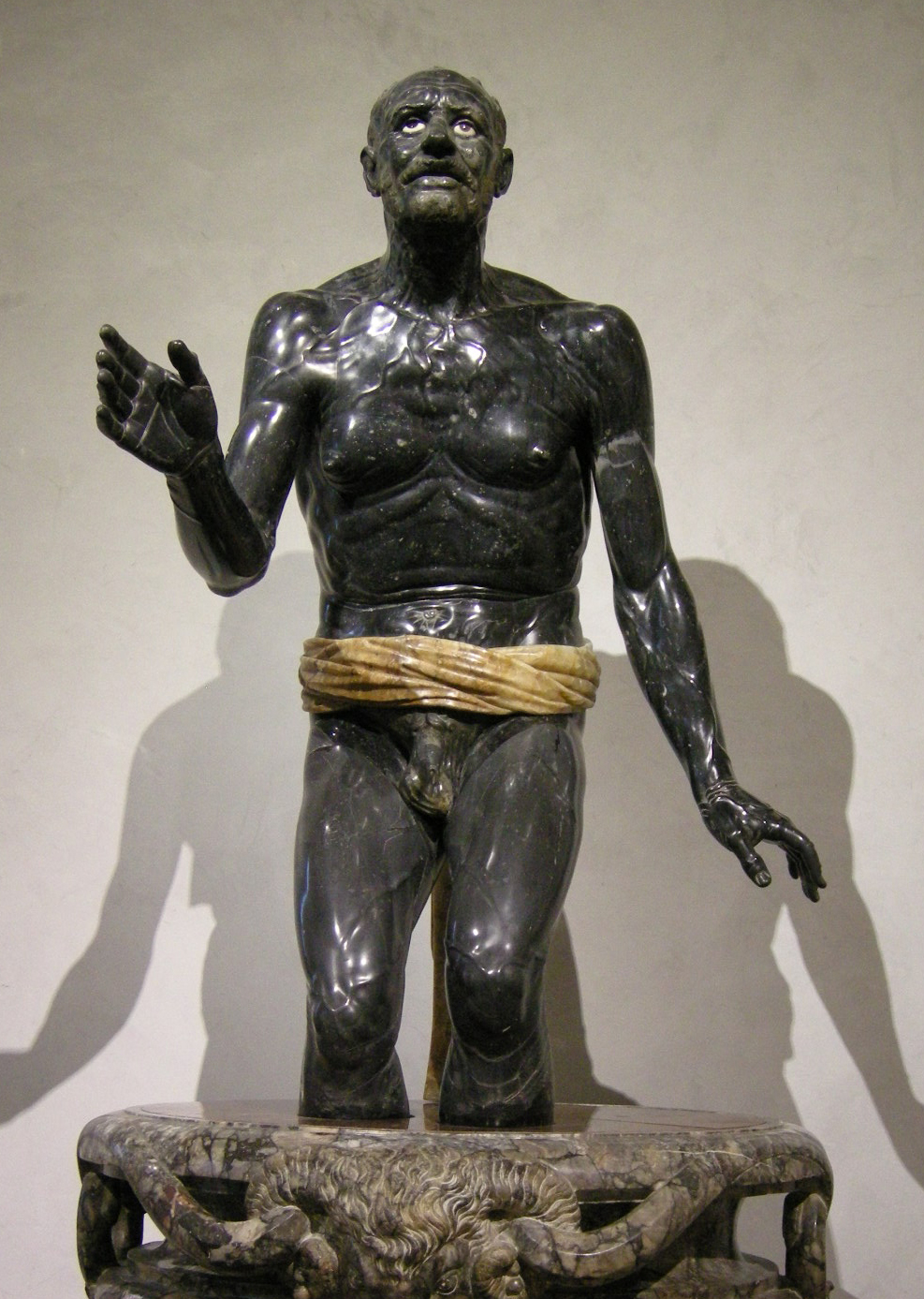
Velho pescador, século III-II a.C., cópia romana

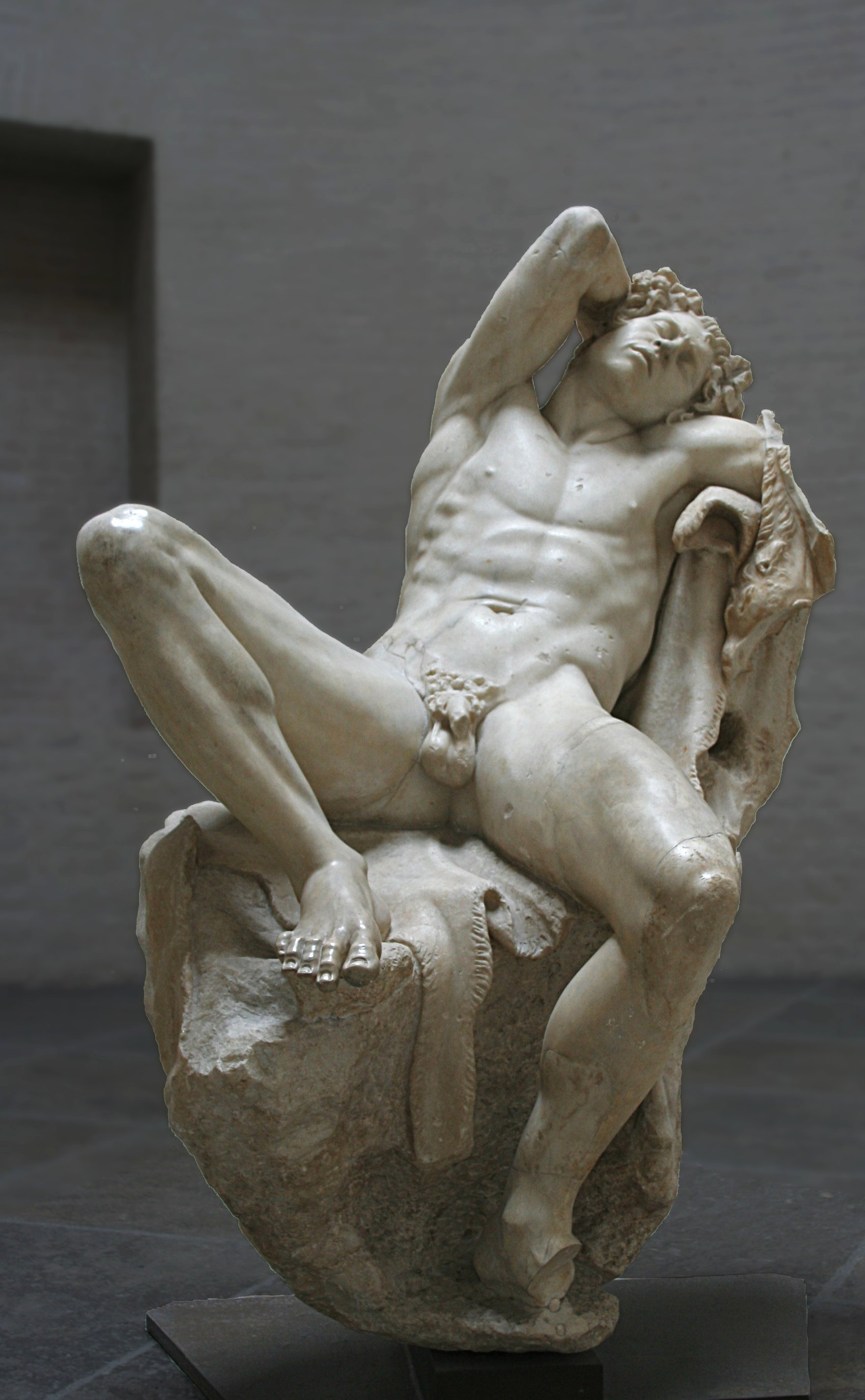
Fauno Barberini, século II a.C., cópia romana
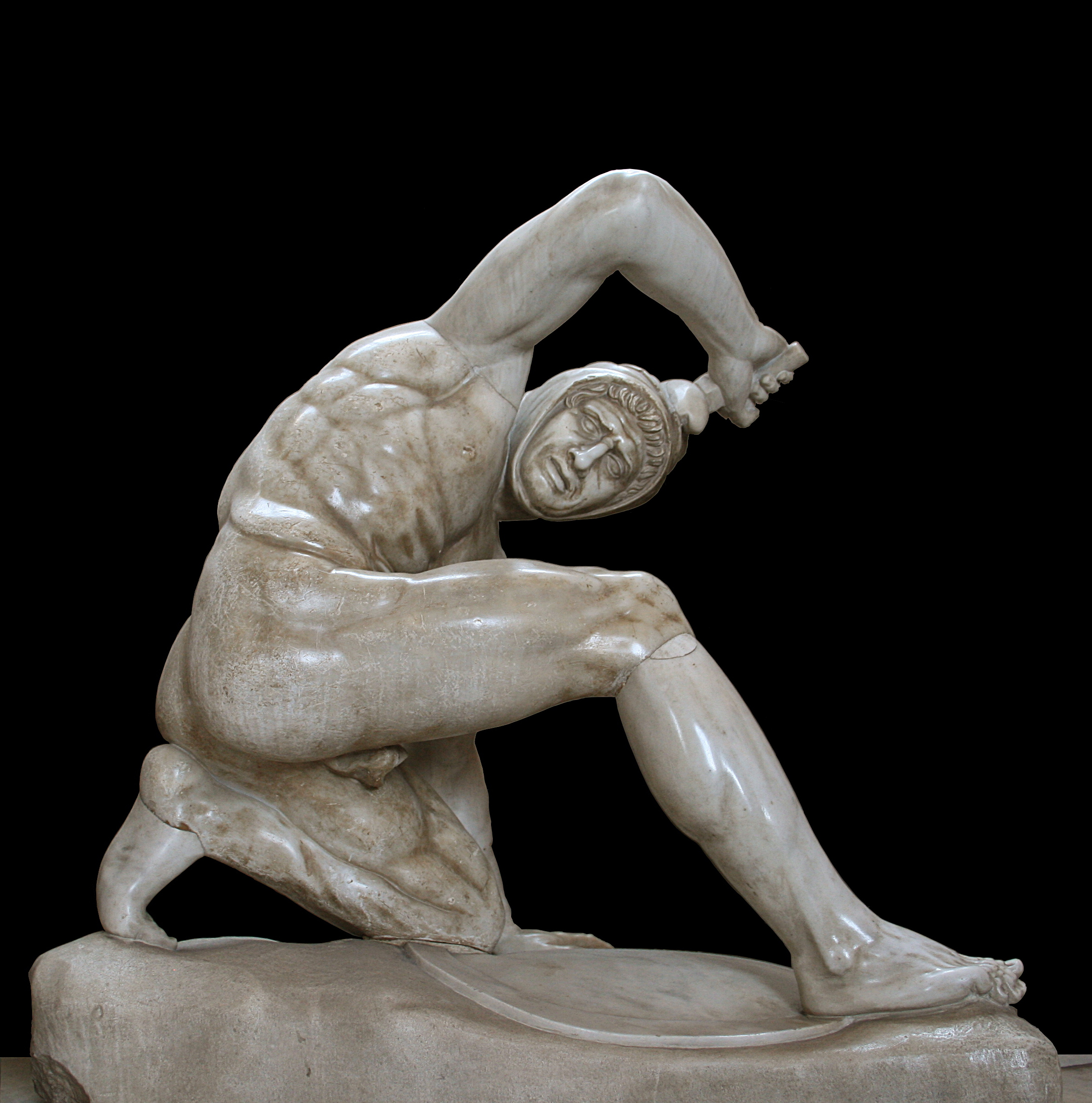
Guerreiro persa, século II a.C., cópia romana
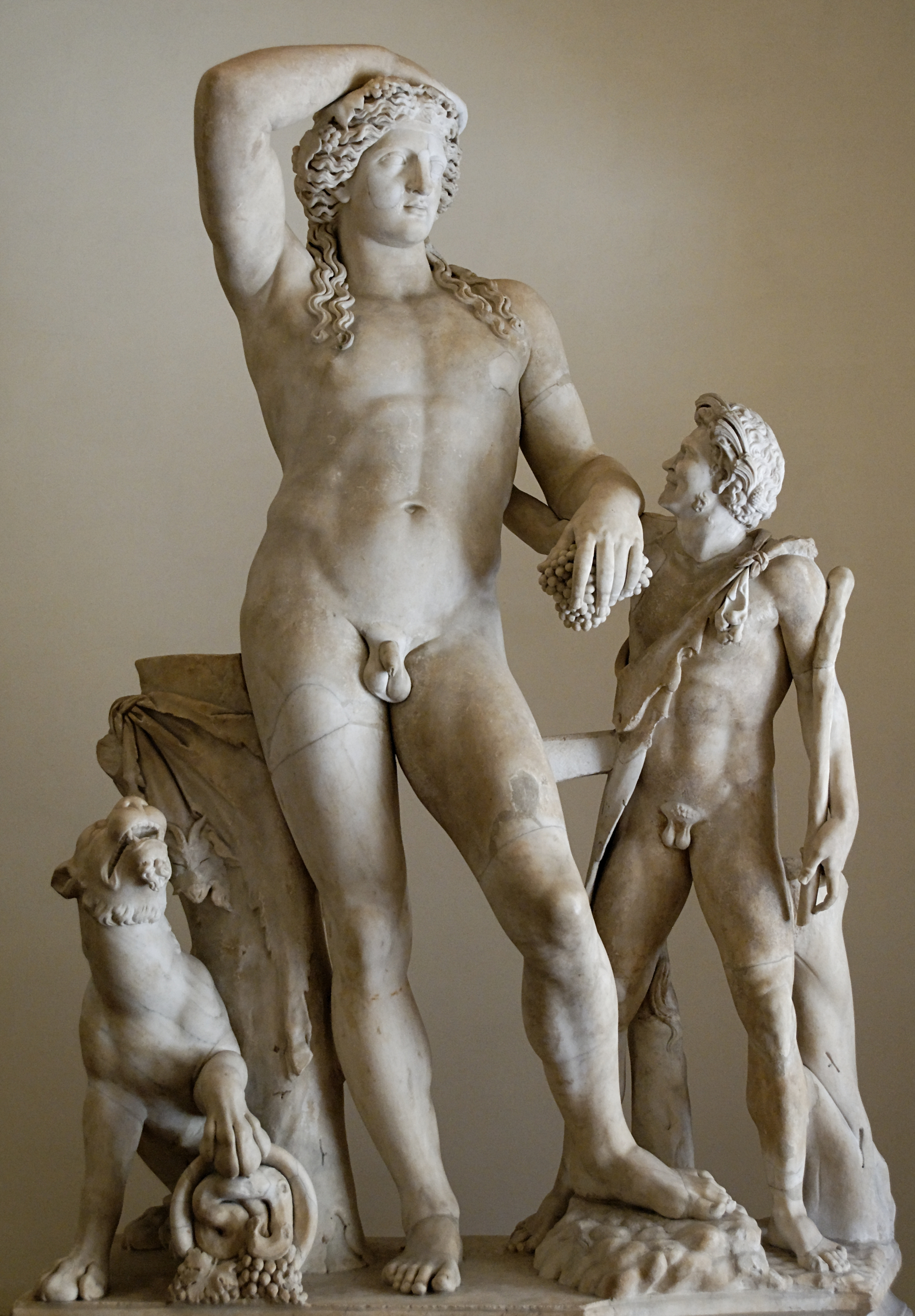
Dionísio bêbado com um sátiro e um cão, cópia romana.
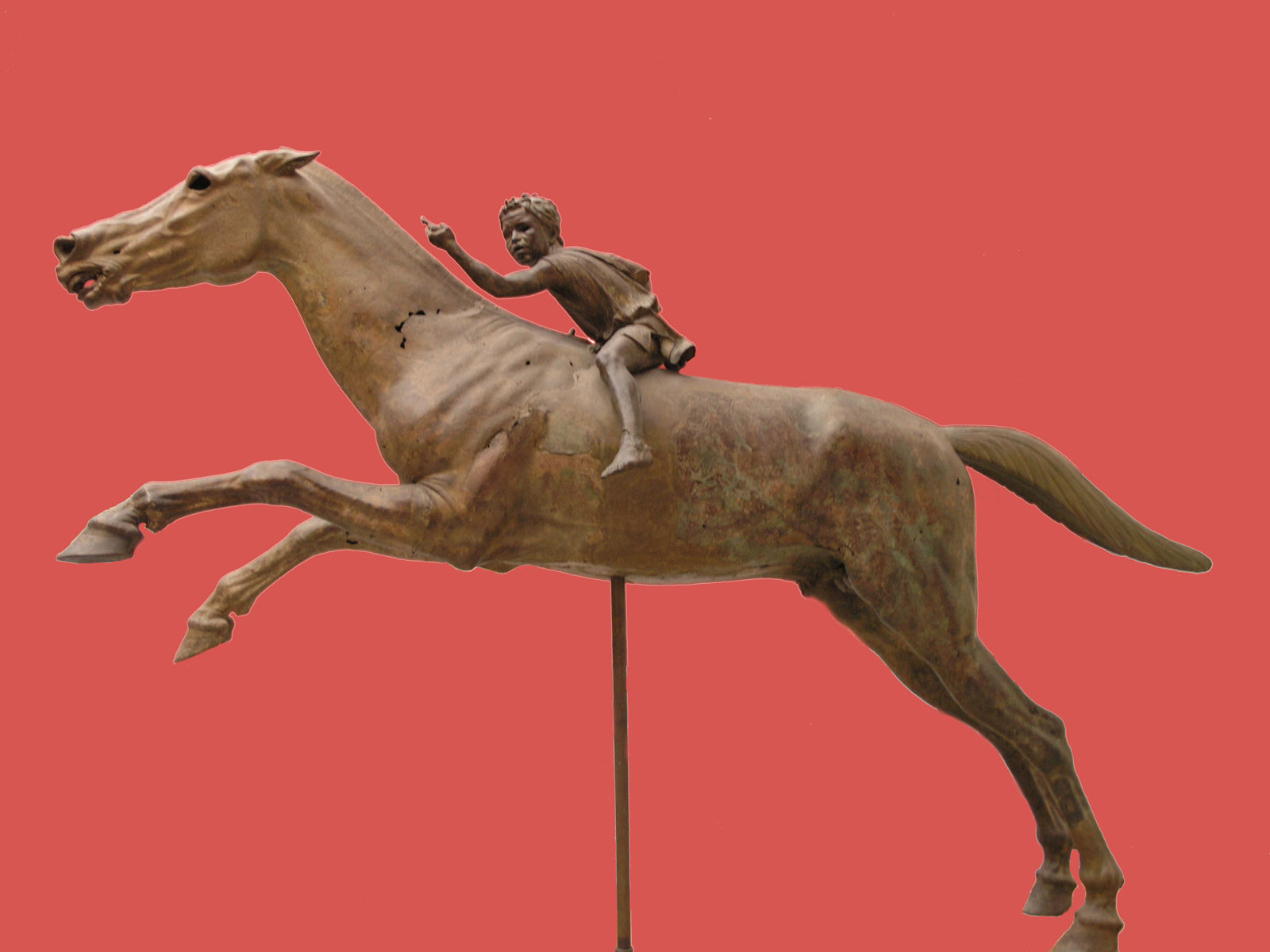
O jóquei de Artemísio, século II a.C., original grego

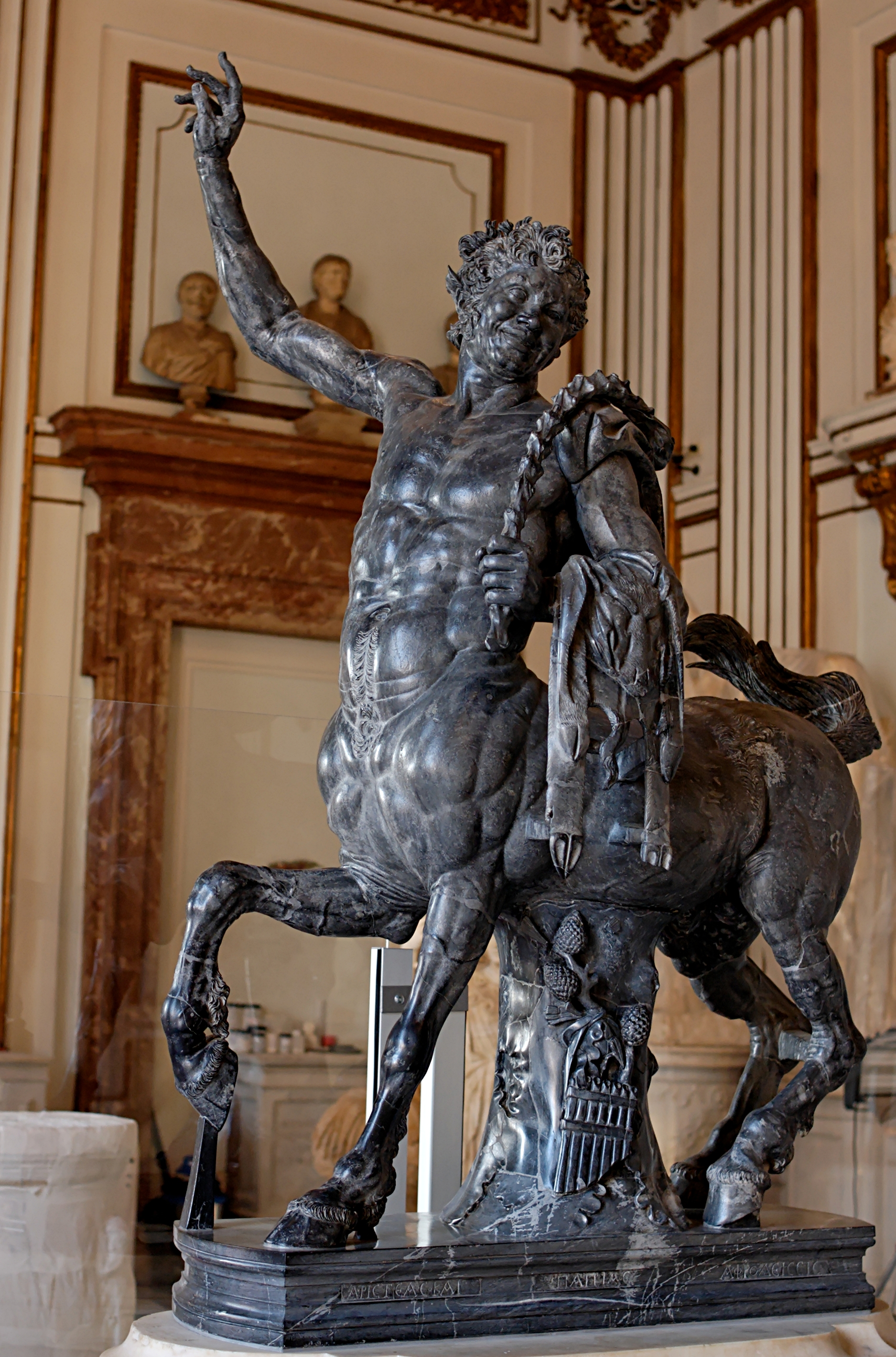
Pápias e Aristéas: Centauro jovem, fim do século II a.C., original grego
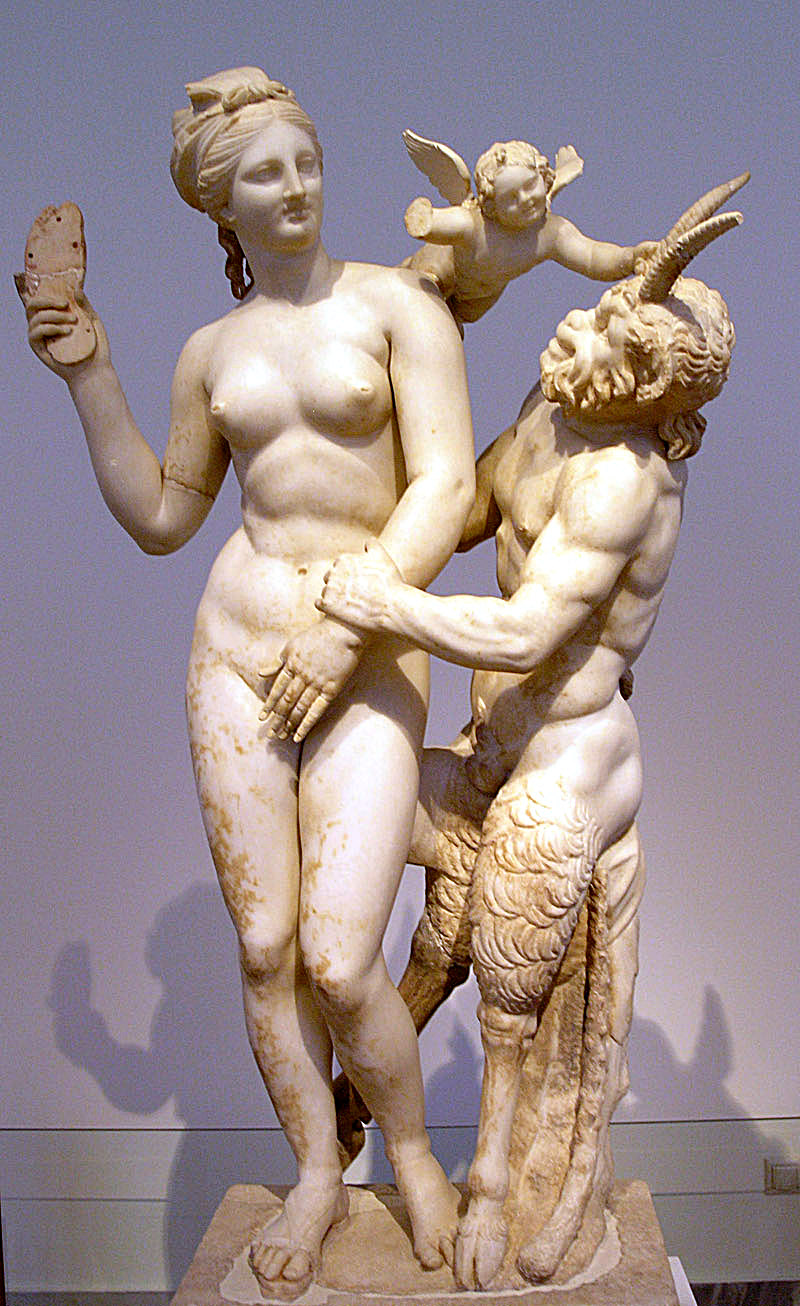
Afrodite ameaçando Pan com sua sandália, século II-I a.C. Original grego
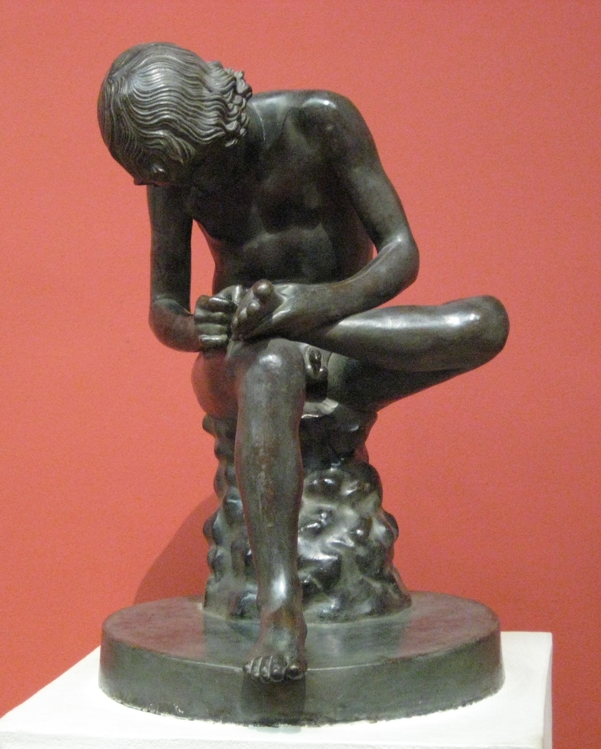
O Spinario (menino removendo um espinho do pé), século I a.C., cópia moderna
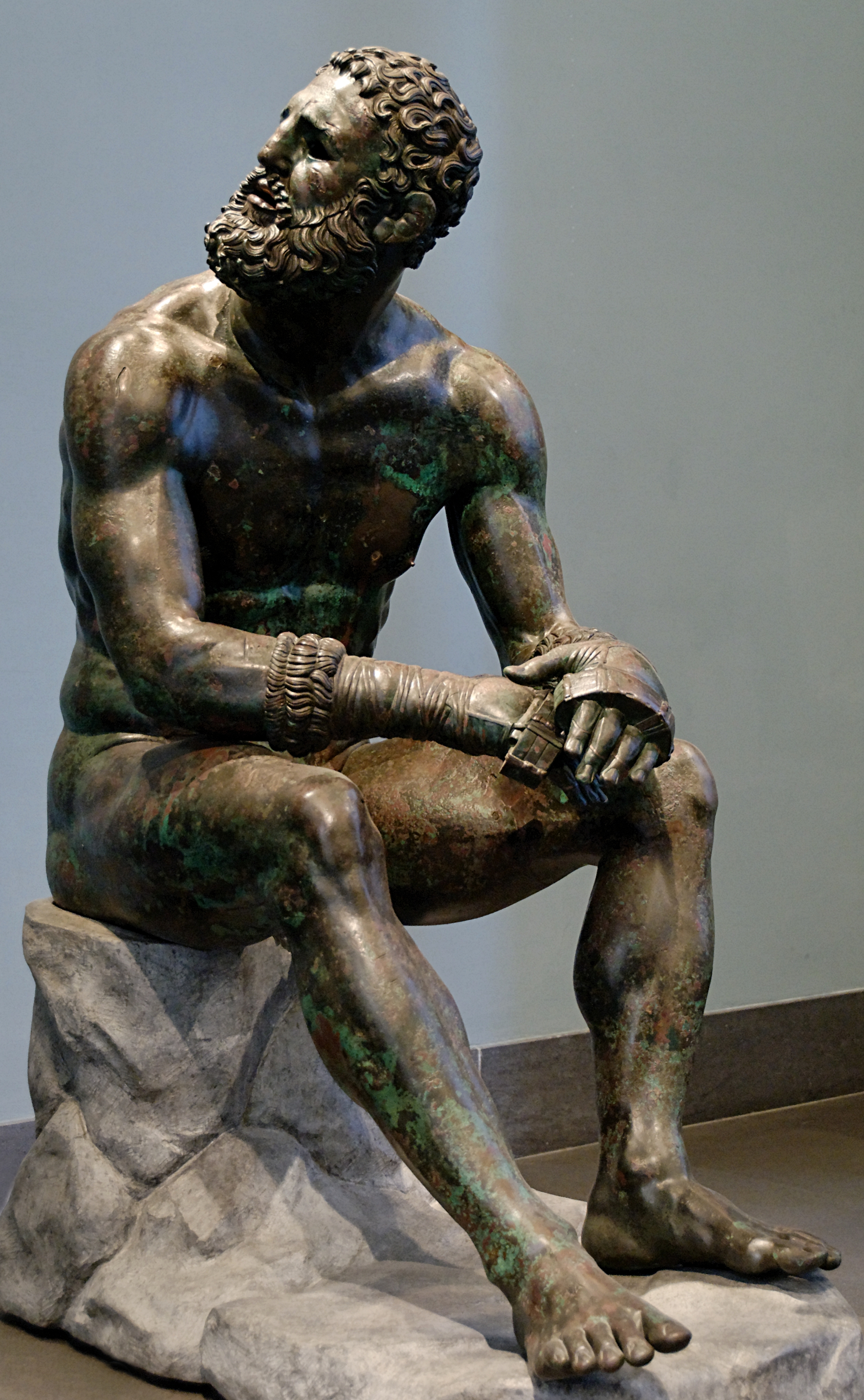
Boxeador do Quirinal, século I a.C., original grego